# Diáspora vasca

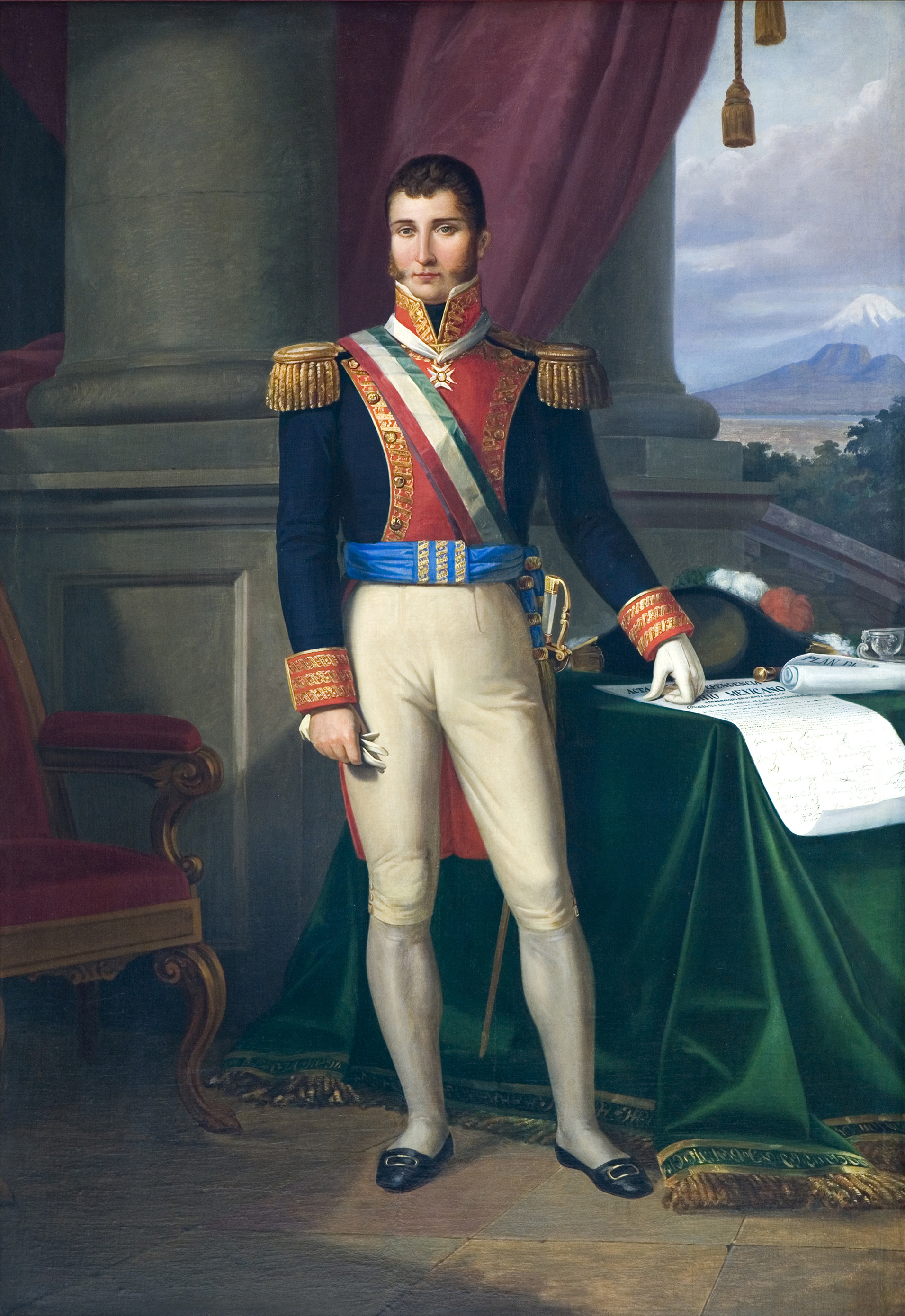
Emperador de México (Agustín de Iturbide).

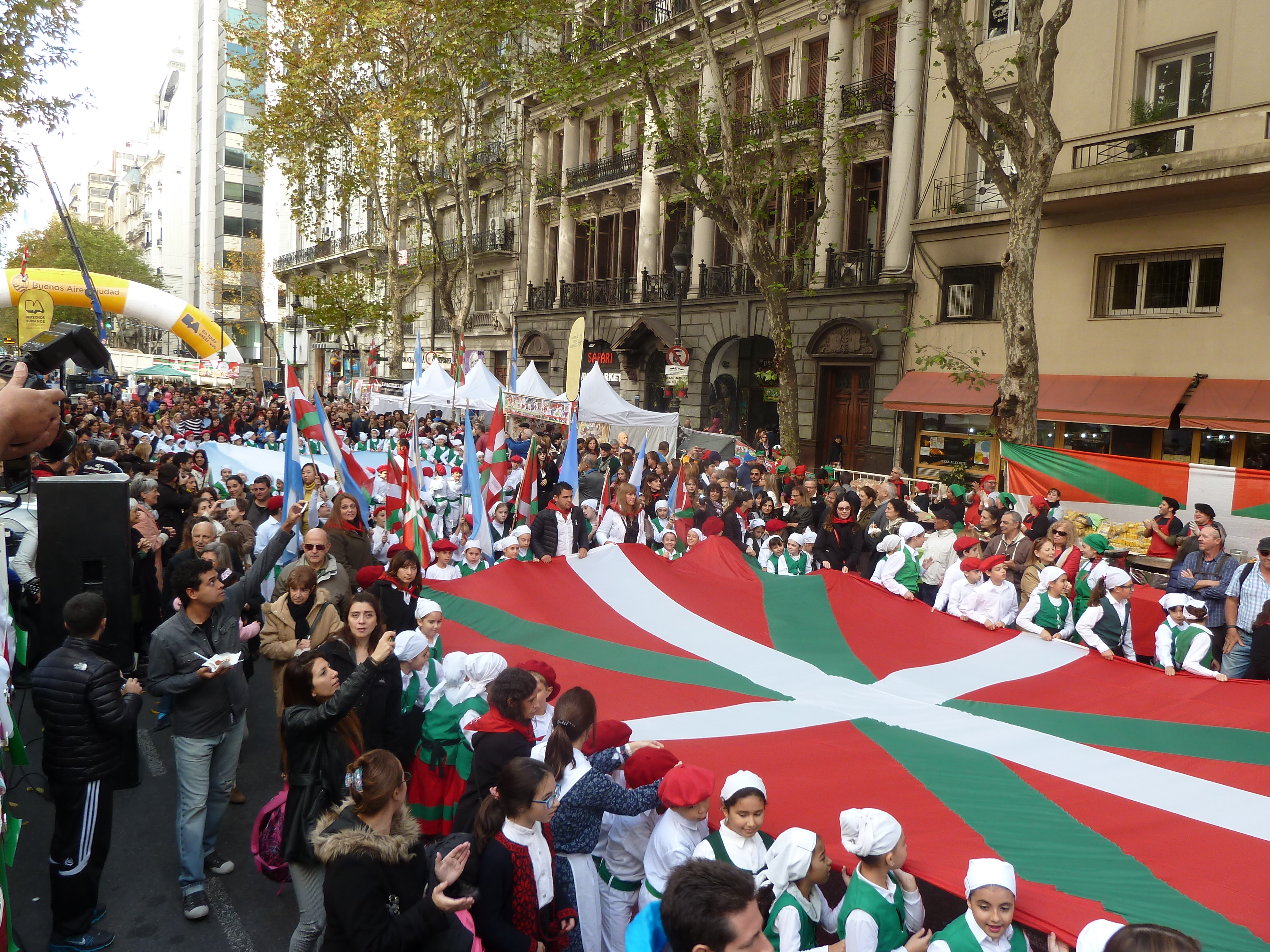
Festival vasco en Buenos Aires (Argentina).

Se conoce como diáspora vasca a las personas de origen vasco que viven fuera de España. A lo largo de los siglos, muchos vascos han emigrado de su tierra natal, a menudo por razones económicas y políticas. Muchos de ellos conservan rasgos de su identidad y cultura.   
La mayor población de origen vasco fuera de Europa se encuentra en Hispanoamérica.

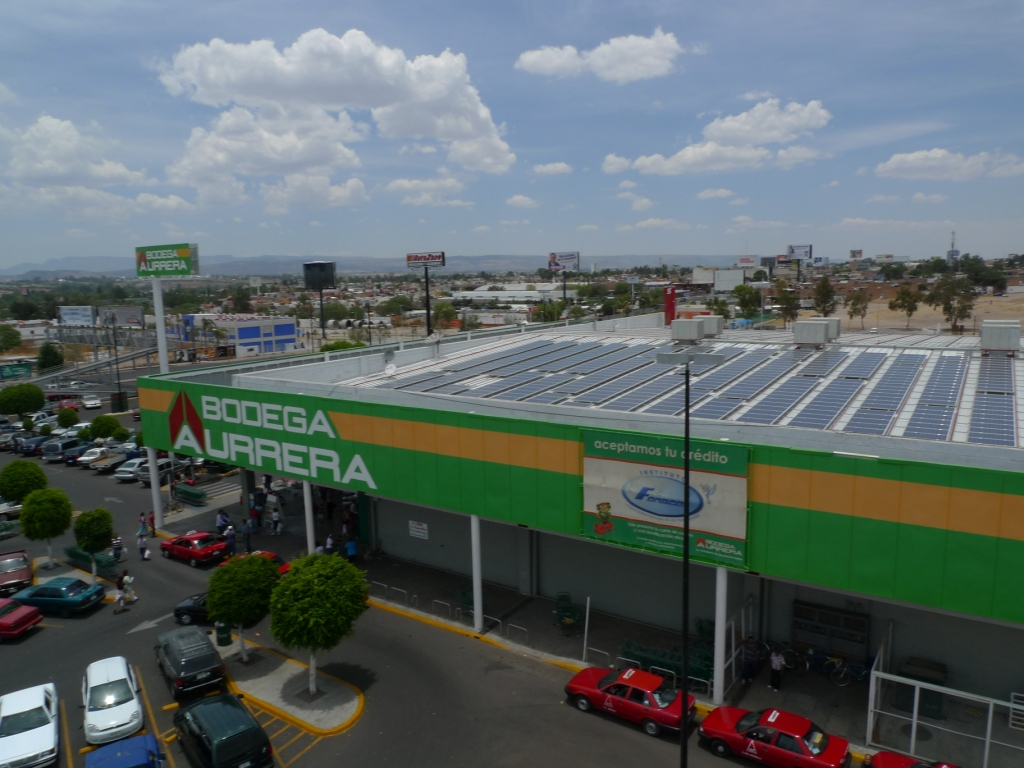
Bodega Aurrera, empresa mexicana de orígenes vascos.

## Vascos fuera de su territorio
Desde los inicios de la Reconquista, diferentes grupos vascos fueron estableciéndose lejos de su solar originario. Al principio fueron las repoblaciones en territorios reconquistados al Islam, fundamentalmente en los territorios castellanos, pero también en Aragón Oriental y la Ribera Navarra, y más tarde las colonias españolas en América, lo que llevó a muchos vascos a asentarse lejos de su tierra, ya fuese por deseos de participar en la aventura, ya por establecerse como comerciantes en los puertos base de las Flotas de Indias.
La causa fundamental de la emigración fue la particular estructura social de los territorios vascos. La herencia paterna solía recaer en uno de los hijos, no necesariamente el mayor, lo que relegaba a los demás varones a un papel secundario, del que solo podían liberarse emigrando de su tierra o como clérigos. La gran experiencia marinera de los vascos de la costa, y la excelente calidad de las naves cantábricas, que eran las preferidas para la carrera de Indias, les hizo participar en la Conquista de América, estableciéndose muchos en tierras americanas a partir del siglo XVI.
Unos siglos más tarde, cuando ya había descendientes de vascos repartidos por casi todo el mundo hispano, éstos participaron activamente, como la mayor parte de los miembros de la burguesía criolla, en las guerras de independencia americanas.
Tras la independencia hispanoamericana, hubo una nueva oleada de emigración, con un ámbito más amplio. La necesidad de buenos pastores en América, unida a la crisis económica en la vieja Europa, propició emigraciones masivas de vascos al Oeste estadounidense y por consiguiente al Norte de México y al Uruguay. Siendo Buenos Aires el puerto de desembarco de los que se dirigían al Uruguay, muchos pastores se quedaron en Argentina.
La emigración creció y llegó a ser preocupante, especialmente en el País Vasco francés. Uno de los factores más relevantes fueron los desertores vascos del ejército francés. Los vascos franceses siempre fueron maltratados por Francia, especialmente a partir de la Revolución que, no se conformaron con la guillotina sino que también fueron expulsados de su tierra para ser segregados por Francia y así, asimilarlos y hacer desaparecer sus cultura. Durante muchos años después fueron mal vistos en Francia. En 1850, cuando la población del País Vasco continental no llegaba a ser el 1 % de Francia, el 50 % de los desertores del ejército francés eran vascos. Se calcula que entre 1832 y 1907 se marcharon cien mil personas de las tierras vasco-francesas en una época en la que la población media de la región era de 120 000 personas.
Otra emigración masiva de vascos se produjo tras la guerra civil española, incluidos en la llamada diáspora republicana. Muchos de los que estuvieron en contra de la sublevación militar de 1936 tuvieron que abandonar España. Entre ellos se encontraba el Gobierno vasco, que se mantuvo como tal en el exilio hasta poco después de la llegada de la democracia.
Desde 2018, los centros vascos de todo el mundo celebran el 8 de septiembre como el Día de la Diáspora Vasca bajo el lema «No importa dónde vivas, no importa dónde estés, si vives Euskadi, Euskadi vive en ti».

### Emigración

#### Repoblaciones durante la Reconquista
En tiempos de Alfonso II de Asturias, en la incipiente Castilla se repueblan los valles de Mena y de Losa con foramontanos. La mayoría de los colonizadores de esta incipiente Castilla serán vascones en la zona oriental, y cántabros y godos en el centro y el oeste.
Una prueba de estas repoblaciones vascas son los nombres de algunas localidades, como por ejemplo Naharros (Salamanca, Guadalajara y Cuenca) y Narros (Ávila, Salamanca, Soria y Segovia) –navarros–, Bascones (Burgos, Palencia y Asturias) y Bascos (Lugo y Orense) –vascos– y Vizcaínos (Burgos).
Por el lado navarro-aragonés, Alfonso I de Aragón repuebla en 1119 el territorio soriano con aragoneses y navarros, permitiendo a los musulmanes permanecer en zonas rurales, debido a la falta de gente en sus reinos.

El vasco Francisco de Ibarra funda el Reino de Nueva Vizcaya en 1531

Así, los apellidos vascos se van repartiendo por ambas Castillas (Vieja y Nueva), La Rioja, parte de Aragón, La Mancha, el Reino de Murcia, Extremadura, Andalucía y las Canarias, y, una parte significativa pasó a Navarra y, a través de Aragón, al Reino de Valencia. También los apellidos navarros se propagaron en gran medida a estas últimas zonas y, a través de Castilla, a Extremadura, La Mancha y Andalucía.
Una vez completada la conquista de Canarias, hacia 1525, solo un cuarto de la población de las islas era guanche. Los demás eran inmigrantes castellanos, andaluces, gallegos y portugueses, y mercaderes y marinos vascos, burgaleses, catalanes y genoveses.
También se instalaron vascos como repobladores después de haber servido a la Corona Española. Un ejemplo es el de Garci López de Arriarán, que después de servir en la Escuadra de Guarda del Estrecho, se quedó en Málaga con varios de sus parientes y algunos de sus hombres; y otro el de Domingo de Lezcano, probablemente pariente de Juan de Lezcano, que hizo lo mismo.

#### Vizcaínosen Cádiz

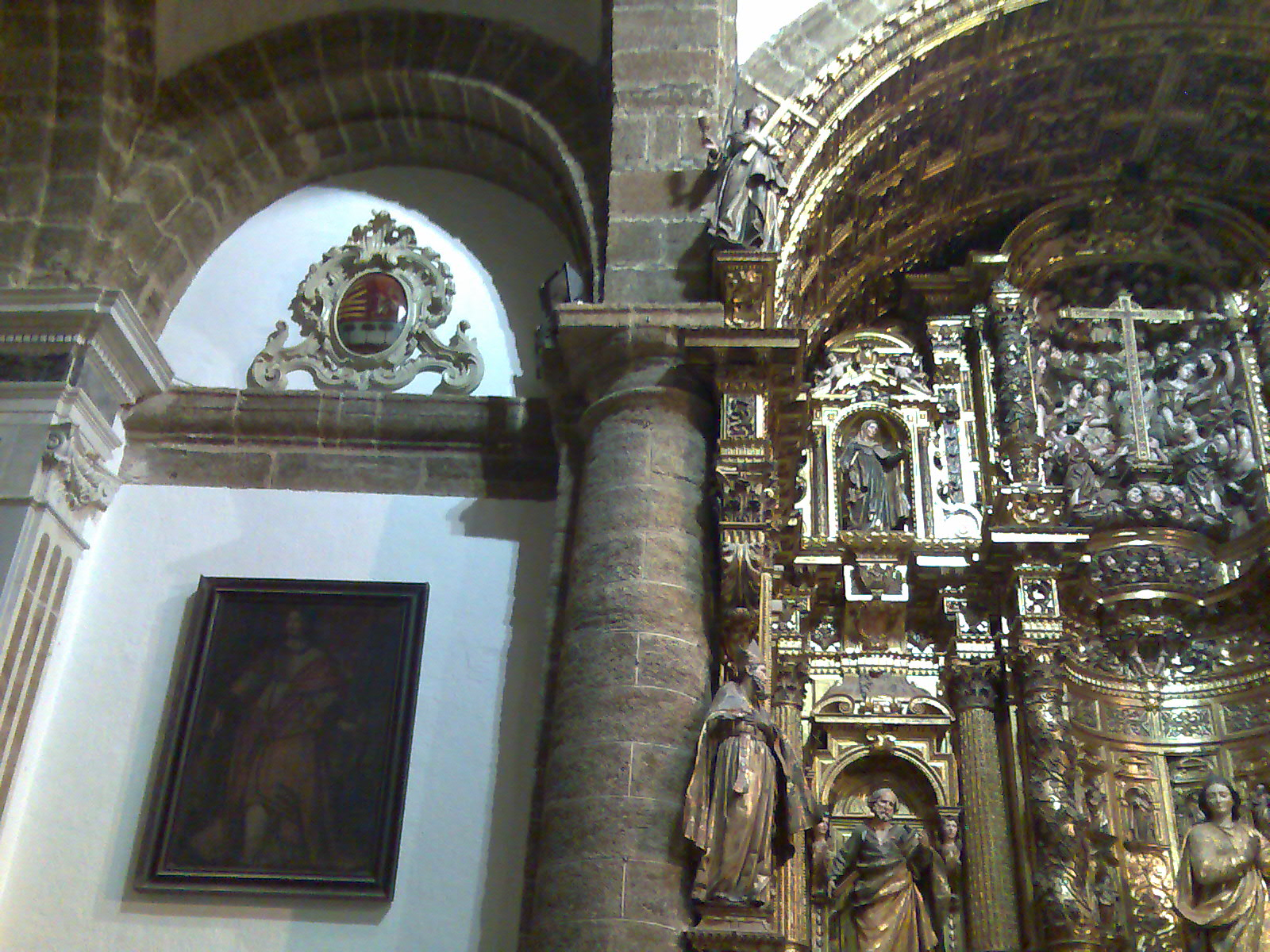
A la izquierda del altar mayor de la Catedral Vieja de Cádiz se puede ver un escudo antiguo de Guipúzcoa.

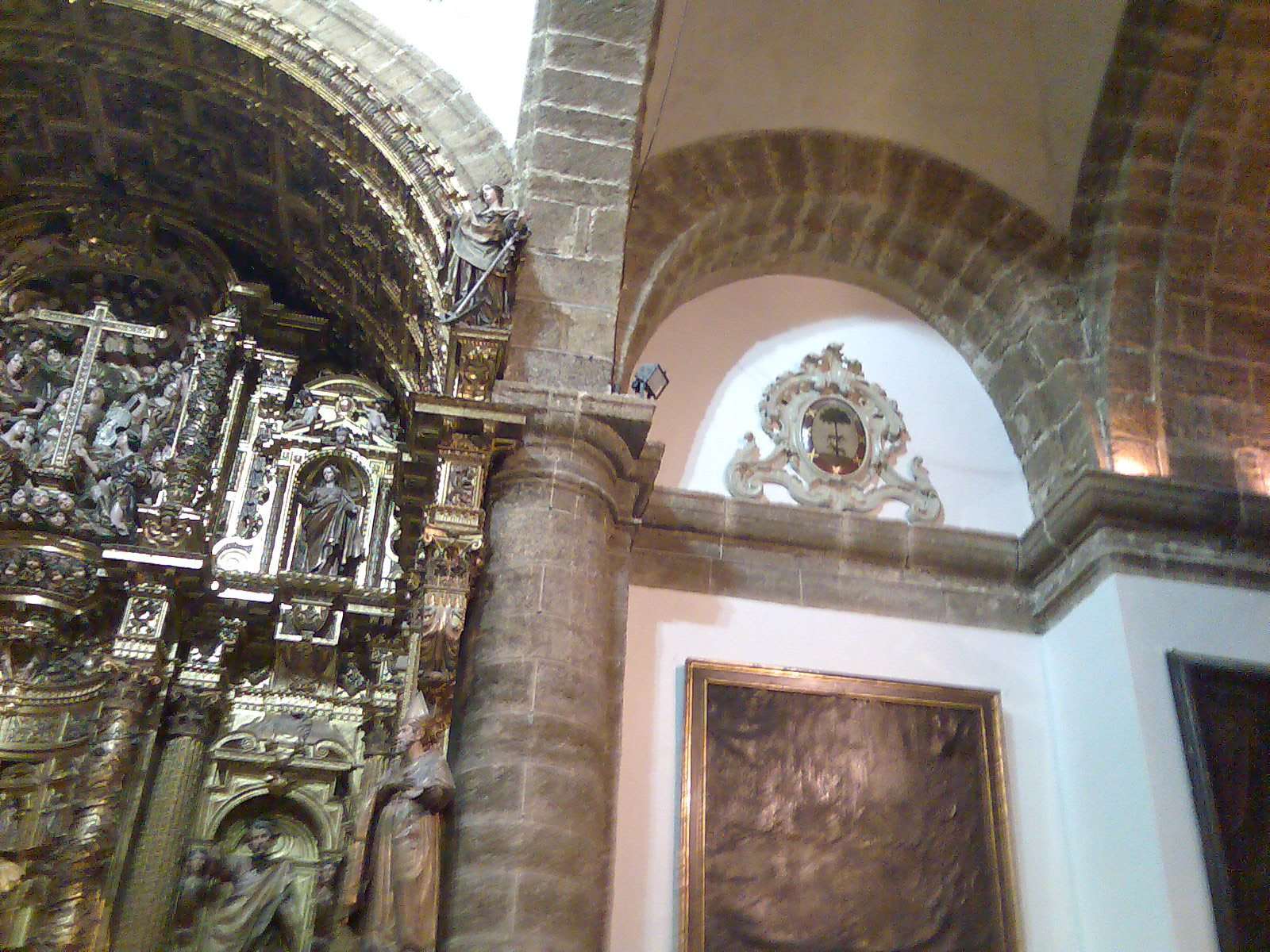
y a la derecha el de Vizcaya, provenientes de la desaparecida capilla de los Vizcaínos.

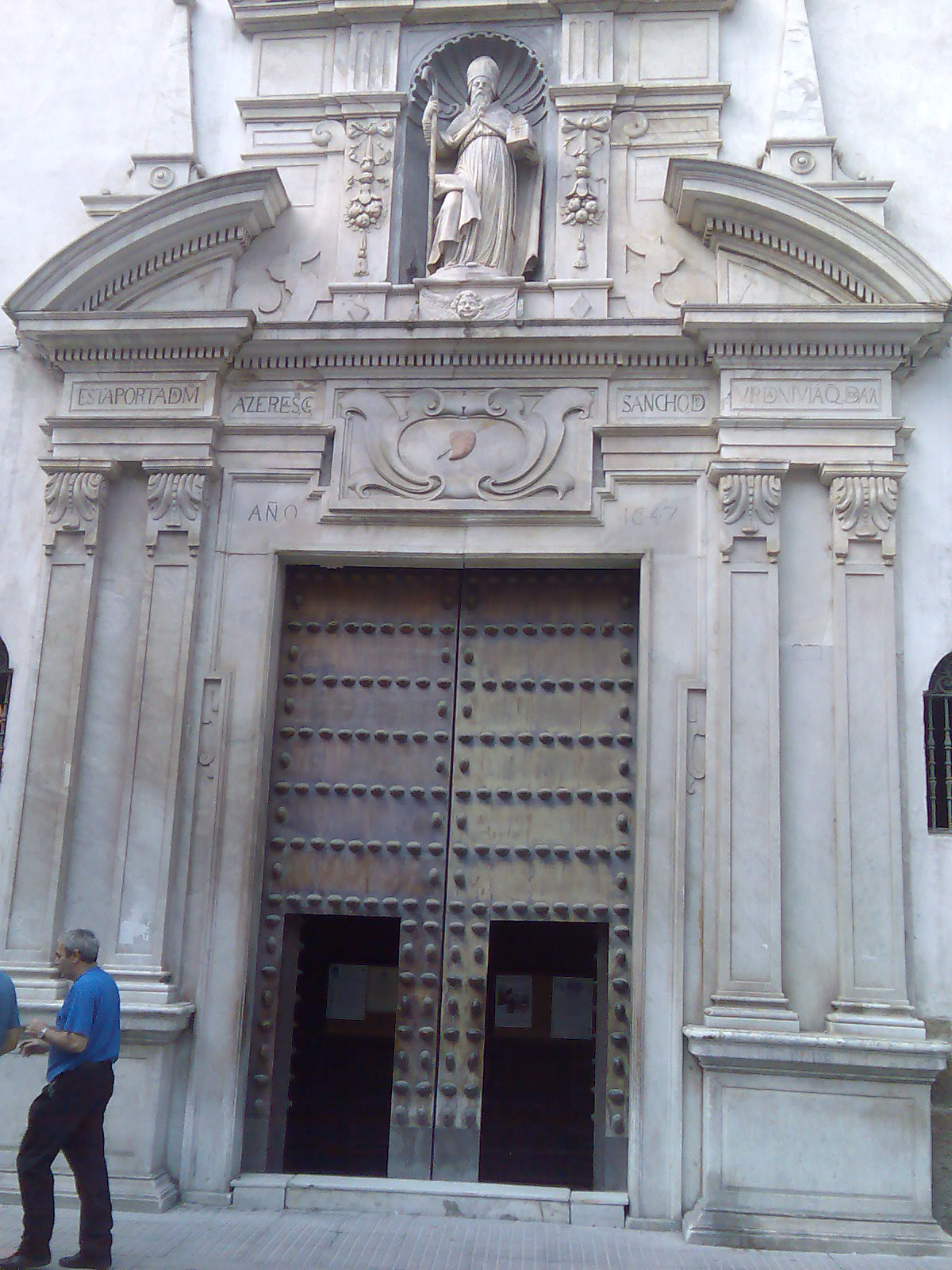
Iglesia de San Agustín (Cádiz). Encima de la puerta se puede leer ESTA PORTADA AZERES?? SANCHO DE URDANIBIA QD??. AÑO 1647.

El Colegio de Pilotos Vizcaínos de Cádiz disponía de capilla propia en la Catedral Vieja. Para su retablo, el maestro Gaetano Patalano realizó las siguientes esculturas en 1693. "San Fermín", "San Martín de Aguirre", "San Francisco Javier" y "San Ignacio de Loyola", todas de santos relacionados con Vasconia. En la Edad Media y casi hasta el siglo XIX, se denominaba vizcaíno a todo el que procedía de las provincias orientales del Golfo de Vizcaya. Así, Juan de la Cosa, de Santoña, era conocido como vizcaíno. Por extensión, se aplicó este nombre a todos los de origen vasco.
Ya en tiempos de Alfonso X el Sabio, participaron vizcaínos en la repoblación de Cádiz.
El descubrimiento de América dio nuevo auge a la ciudad, acudiendo muchos vascos a establecerse en ella, fuese como comerciantes, fuese como navegantes. Prueba de su presencia e influencia en la ciudad es el hecho de que el 18 de marzo de 1500 los Reyes Católicos confirman los privilegios y dan carta de Real Cédula a las Ordenanzas del Colegio de Pilotos Vizcaínos de Cádiz, considerado hoy como el primer precedente de la Facultad de Ciencias Náuticas de la Universidad de Cádiz.
En el siglo XVI, los vizcaínos de Cádiz colaboraron en la formación de una escuadra para ayudar a defender la ciudad.
A principios del siglo XVII un grupo de cargadores de Indias, de mayoría guipuzcoana, fundó la Venerable, Inmemorial y Pontificia Cofradía del Santísimo Cristo de la Humildad y Paciencia y María Santísima de la Amargura en el convento de los agustinos, acogiendo en su seno a los vizcaínos residentes en Cádiz. En 1647, el vasco Sancho de Urdanibia edifica la iglesia de San Agustín, que casi se puede considerar el templo del pueblo vasco en Cádiz, aunque, en la misma época, los pilotos vizcaínos mantenían su capilla propia en la Catedral Vieja.
La Venerable, Inmemorial y Pontificia Cofradía de Penitencia del Santísimo Cristo de la Humildad y Paciencia y Nuestra Señora de la Amargura era conocida como Cofradía nacional de los vizcaínos (y hoy a veces se le llama Cofradía de los vascos), por agrupar en su seno a naturales de las provincias Vascongadas y del reino de Navarra, pudiéndose ver los tres escudos provinciales y el del viejo reyno en las cuatro esquinas de la bóveda central de la iglesia de San Agustín.

#### Políticos, militares y religiosos
En 1492, el descubrimiento de América va a modificar sustancialmente la vida de los españoles. Pese a la poca población vasca, muchos vascos van a destacar en las etapas de descubrimiento, conquista y colonización e independencia de América, como en importantes sucesos posteriores.
- La primera vuelta al mundo es completada por un marino vasco, Juan Sebastián Elcano.
- Manuel Calvo y Aguirre, empresario y político nacido en Portugalete fundador de la Asociación Vasco Navarra de La Habana, Cuba.
- María Asunción Aramburuzabala Pedro Eugenio Aramburu

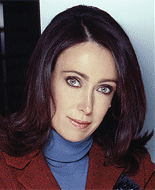
María Asunción Aramburuzabala

- Julián de Zulueta Ruíz de Gamís, primer marqués de Alava y fundador del Casino Español en La Habana, Cuba en 1867.
- Joaquín Osés de Alzúa, natural de Pamplona, nacionalizado cubano y Obispo de Santiago de Cuba desde 1775 a 1799, su tiempo como obispo fue marcado por recibir a miles de franceses que huian de la guerra independentista de Haití.
- Rodrigo de Araya participó en la conquista de Chile, está entre los que firman el acta de fundación de Santiago de Chile. Fue el primero en traer vides y producir vino en la Capitanía, también fue el primero en cultivar trigo y en erigir un molino en la incipiente colonia; además figura entre los primeros en criar caballos en el país.
- El conquistador y rebelde Lope de Aguirre, conocido por su tiranía y crueldad. En 1561 desde Lima recorrió los Andes peruanos, los ríos Marañón, Amazonas, Orinoco y llegó desde el golfo de Paria hasta la Isla de Margarita, en Venezuela. En tierra firme fue apresado, muerto y descuartizado en Barquisimeto en la actual Venezuela.
- Martín de Urzúa y Arizmendi, adelantado del Petén. Tres veces gobernador de la provincia de Yucatán.
- Alonso de Ercilla, soldado, escritor y poeta creador de La Araucana entre los años 1568, 1578 y 1589. Sus padres provenían de Vizcaya.
- Juan de Garay refundó Buenos Aires y fundó Santa Fe.
- Francisco de Argañarás y Murguía fundó San Salvador de Jujuy.
- Paraguay fue colonizado por Domingo Martínez de Irala.
- México occidental fue colonizado por Francisco de Ibarra y conquistado por Cristóbal de Oñate, así como el norte fue conquistado por Francisco de Urdiñola, Juan de Tolosa, Diego de Ibarra y Juan de Oñate.
- Filipinas, por Miguel López de Legazpi y Andrés de Urdaneta.
- Juan de Zumárraga fue el primer obispo de México. Era defensor de los derechos de los indios y redactó uno de los primeros documentos clave en la historia de la defensa de los derechos humanos.
- La Real Compañía Guipuzcoana controló el monopolio comercial con la provincia de Venezuela durante el siglo XVIII.
- Agustín de Jáuregui fue gobernador de Chile y virrey del Perú.
- Pedro Andrés de Azagra fue regidor perpetuo de Santiago de Chile, maestre de Campo. Adquirió los oficios de escribano mayor de Real Hacienda, de Minas, de Registros y de Juzgados de Difuntos de Santiago de Chile y puerto de Valparaíso. Nació en Pueyo (Navarra) en 1711, pasó joven a Chile donde casó con Juana de Oruna Reyes, hija de otro vasco don Baltasar de Oruna Galarza, y tuvo dilatada sucesión.
- Pedro Antonio Olañeta fue uno de los caudillos realistas que lucharon contra los independentistas en la guerra de independencia americana.
- Agustín de Iturbide, primer emperador mexicano y líder militar de la independencia.
- Juan Landázuri Ricketts, religioso franciscano, arzobispo de Lima.
- Simón Bolívar, militar y político venezolano de la época pre-republicana de la Capitanía General de Venezuela; fundador de la Gran Colombia, descendiente de vascos Vizcaínos.
- Ignacio J. de Lizarzaburu, nacido en Riobamba descendiente de guipuzcoanos, personaje ilustre y prócer de la Independencia de Ecuador.
- Rafael Urdaneta, militar y político venezolano, prócer de la Independencia de Venezuela y presidente de la Gran Colombia.
- José Antonio Anzoátegui oficial del Ejército venezolano en la guerra de Independencia de Venezuela y Jefe de la Guardia de Honor de Simón Bolívar. De origen vasco.
- Juan José Flores, militar y prócer venezolano de origen vasco. Primer presidente del Ecuador.
- José María Izaguirre, revolucionario, patriota, literato y pedagogo cubano.
- José M. de Lizarzaburu, nacido en Trujillo, descendiente de guipuzcoanos, militar y personaje ilustre, prócer de la Independencia de Perú. Participó en la Batalla de Ayacucho donde su participación fue importante para sellar la independencia de América. Creador y benefactor del escuadrón Husares de Trujillo.
- Federico Errázuriz Zañartu, abogado y político chileno, presidente de la República entre 1871 y 1876

### Diásporas

#### Río de la Plata
A lo largo del siglo XIX el País Vasco estaba sufriendo una gran transformación: estaba pasando de una sociedad predominantemente agrícola y ganadera a una sociedad predominantemente industrial. Además, había sufrido la guerra contra Napoleón y las guerras carlistas. Estas fueron ganadas por los liberales, entre cuyos ideales se encontraban la Desamortización, con la consecuente pérdida del poder de la Iglesia, la modificación de los fueros, la igualdad de todos ante la ley, el servicio militar obligatorio, etc., ideas no demasiado queridas por la sociedad rural vasca. Muchos agricultores vascos escogieron irse a América, donde podían conseguir tierras, en vez de trabajar en su tierra en fábricas que normalmente estaban en manos de liberales. Además, hubo un importante aumento de población (de 535 539 personas en 1787 a 986 023 en 1910)
Por otro lado, las repúblicas del Río de la Plata deseaban acoger inmigrantes porque prácticamente solo tenían pobladas sus capitales y las costas, y pensaban que era bueno mezclar la sangre latina hispana con anglosajona para mejorar la raza y prosperar.
El cónsul de Uruguay en Vitoria puso anuncios en los periódicos para animar a los vascos a emigrar a su país. Este mismo cónsul manifestaba a su ministro de Relaciones Exteriores que la emigración vasca era preferible, ya que eran hombres fuertes y muy trabajadores, eran católicos y todos hablaban español.
La suma de todos estos factores provocaron una emigración masiva de vascos hacia las nuevas repúblicas. En este contexto nacieron los ganchos y las agencias de emigración que (de forma similar a los que sucede hoy en día con los emigrantes) se lucraron a costa de los emigrantes que se hipotecaban para pagar el viaje a cambio de poder trabajar en el país de destino y así poder saldar su deuda.
Hubo una primera etapa de inmigración en Argentina (1835-1853) de pastores vascos del País Vasco francés.
Le siguió una etapa posconstitucional entre 1853-1877 en la que muchos emigrantes se instalaron en la Pampa. Fueron más de 200 000 entre 1857 y 1864. Y más tarde, entre 1877 y 1914 les siguió otra ola de inmigrantes después de ser aprobada la ley de inmigración argentina.

#### Oeste de los EE. UU.
A mediados del siglo XIX, con la llamada del oro, muchos vascos emigraron a California en busca de nuevas oportunidades. La mayoría procedía de Argentina, aunque algunos llegaron directamente de Europa.
Los que procedían de Argentina habían sido pastores de la Pampa. Al no encontrar oro, decidieron volver a su oficio de pastores de ovejas, encontrando su oportunidad en las grandes praderas inexplotadas de California. Hacia 1870 habían aumentado sus rebaños y abierto grandes territorios para alimentar su ganado en la California meridional, cerca de las Montañas Rocosas, pasando por la Sierra Nevada y la meseta del Columbia. A finales del siglo XIX se habían repartido por las grandes llanuras del Oeste americano.
Las relaciones de esos pastores vascos con la sociedad norteamericana no era buena. Los ganaderos establecidos les consideraban intrusos, y el pastoreo era un oficio despreciado en el oeste americano. La mayoría de los pastores vascos vivieron una vida de aislamiento en un paisaje duro y, muchas veces, hostil, considerándolo solo como un periodo transitorio. En este contexto, las dificultades de formar familia y a la asimilación eran casi insuperables. Por estas razones, los vascos mantuvieron una gran sensibilidad hacia su tierra. En su mayoría contemplaron su estancia en los EE. UU. como una especie de purgatorio para conseguir dinero y volver a Francia o a España.
Estos pastores vascos eran, en los EE. UU., pioneros de la trashumancia que caracterizó el pastoreo de corderos en el oeste americano. Mientras muchos volvían a su país, algunos consideraron quedarse, y compraron ranchos donde explotar sus ovejas. Muchos obtuvieron la ciudadanía de los EE. UU., y sus viajes a la casa madre eran cortos, a veces con la única finalidad de buscar esposa y volver con ella a América. Eran llamados despectivamente en el País Vasco amerikanoak, porque eran ricos y se les solía tener envidia. Entre 1900 y 1920 430 000 vascos emigraron a los EE. UU. Se van instalando en comunidades relacionadas entre ellas, como en Jordan Valley, ciudad del condado de Malheur (Oregón) construida por los vascos en 1915. También se instalan en Idaho y en Elko y Winnemucca en (Nevada). En los primeros años del siglo XX, los vascos consiguen aumentar su influencia en algunas empresas mercantiles, y su éxito en varios sectores ha servido para resaltar su presencia en esas regiones como un capital cultural y económico único. Al mismo tiempo, la comunidad vasca empezó a favorecer acontecimientos y festivales que propagasen la cultura vasca.
La inmigración vasca a los Estados Unidos fue prácticamente suprimida como consecuencia de la aplicación de la National Origins Quota Act de 1921, la cual perseguía limitar la emigración del sur y este de Europa (de acuerdo con la ley, la cuota anual de españoles se reducía a 131 personas, en tanto que Francia apenas podía enviar unas 4000 personas).
Hacia finales de la década de 1940, debido a la escasez de mano de obra tras la Segunda Guerra Mundial, la industria ovejera pasó una grave crisis. En 1952 el senador de Nevada Pat McCarran restableció la inmigración de pastores vascos en la immigration act, que autorizó una cuota de 500 (técnicamente Spanish Sheep Herders, "ovejeros españoles"). Pero los problemas entre rancheros y ecologistas hicieron que se limitase el número de ovejas, por lo que las ganancias dejaron de ser atractivas. La demanda de pastores vascos se redujo, redirigiéndose hacia México y Chile. A mediados de 1970 había menos de 100 pastores vascos en el oeste americano. Tras siglo y medio, los vascos han dejado su impronta en la economía rural del oeste americano.
Algunos han vuelto al País Vasco, como Jon Andueza, cineasta y presentador de la televisión del País Vasco, Euskal Telebista, que nació en Oregón. Otros son personajes conocidos como John Garamendi, nombrado por Bill Clinton secretario del Interior en EE. UU., o Paul Laxalt, gobernador de Nevada y consejero de Ronald Reagan.

#### Franquismo
La caída del frente Norte primero y el final de Guerra Civil, con la victoria franquista, empujó al exilio a miles de personas, incluyendo a soldados del Eusko Gudarostea y otros soldados vascos del ejército republicano, miembros de los partidos políticos opuestos a la sublevación y al propio Gobierno Vasco.
La mayor parte se trasladó primero al País Vasco Francés y allí se decidía su destino final. Sus vínculos familiares en América Latina o la información que habían obtenido sobre ellos (de su familia, de su pueblo...) solía tenerse en cuenta a la hora de enviar a los miles de familias a lo que sería su exilio.

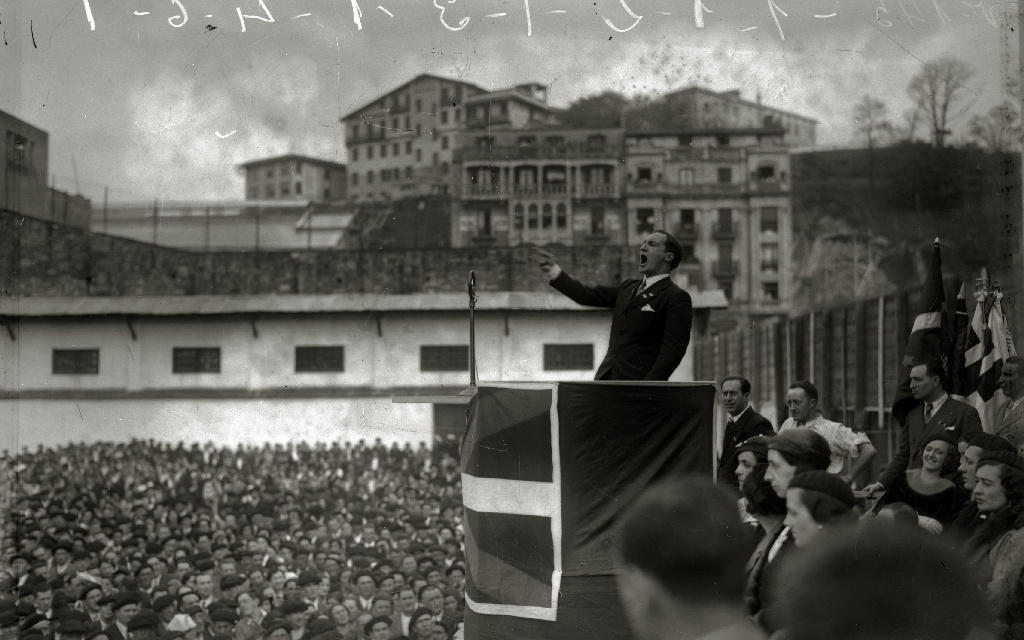
José Antonio Aguirre en 1933 durante un discurso pronunciado ante el público asistente a un Mitin Nacionalista en el campo de fútbol de Atocha. San Sebastián, Guipúzcoa, España.

En 1939, el Gobierno Vasco en el exilio estimó en 150 000 los exiliados vascos que había solo en el País Vasco francés. No existen sin embargo estadísticas oficiales para el resto de vascos que en vez de huir al País Vasco francés emigraron a otros países como refugiados políticos. Muchos se refugiaron en América Latina. Unas 35 000 personas llegaron a México, Venezuela y Argentina tras la guerra civil española. Las comunidades vascas existentes en el continente recibieron a los exiliados, les ofrecieron asistencia sanitaria, alojamiento incluso empleo. Multitud de refugiados vascos partieron sin embargo hacia otros países europeos, principalmente a la Unión Soviética, Bélgica y el Reino Unido. En principio lo que iba a ser una situación temporal se convirtió en su nuevo hogar ya que una gran parte de ellos no pudo volver por razones tanto políticas como económicas.
Tras la Segunda Guerra Mundial se produjo otra oleada migratoria, esta vez de carácter económico, a Australia, país que experimentó un repentino auge económico. El país necesitaba de mano de obra, por lo que puso en marcha una política agresiva de inmigración para aumentar su población. En 1958, la Asociación de Productores de Caña del norte de Queesland envió un representante a España para reclutar mano de obra. Más de 5000 españoles emigraron a Australia en los años siguientes, la mitad de ellos vascos.
Por su parte, el Gobierno Vasco mantuvo, no sin problemas, su sede en París bajo la presidencia primero de José Antonio Aguirre y, tras su muerte en 1960, de Jesús María de Leizaola, y centró su actividad en el seguimiento de la situación social del País Vasco y en ser una activa voz opositora al régimen de Franco.

#### Democracia
A la muerte del dictador Francisco Franco en 1975, Carlos Garaikoetxea es el primer Lehendakari del Gobierno Vasco tras la promulgación del Estatuto de Guernica (1980).
Hasta el 2005, 383 700 personas han abandonado el País Vasco, lo cual no ha modificado el número de la población de la comunidad autónoma debido a un flujo inmigratorio similar.

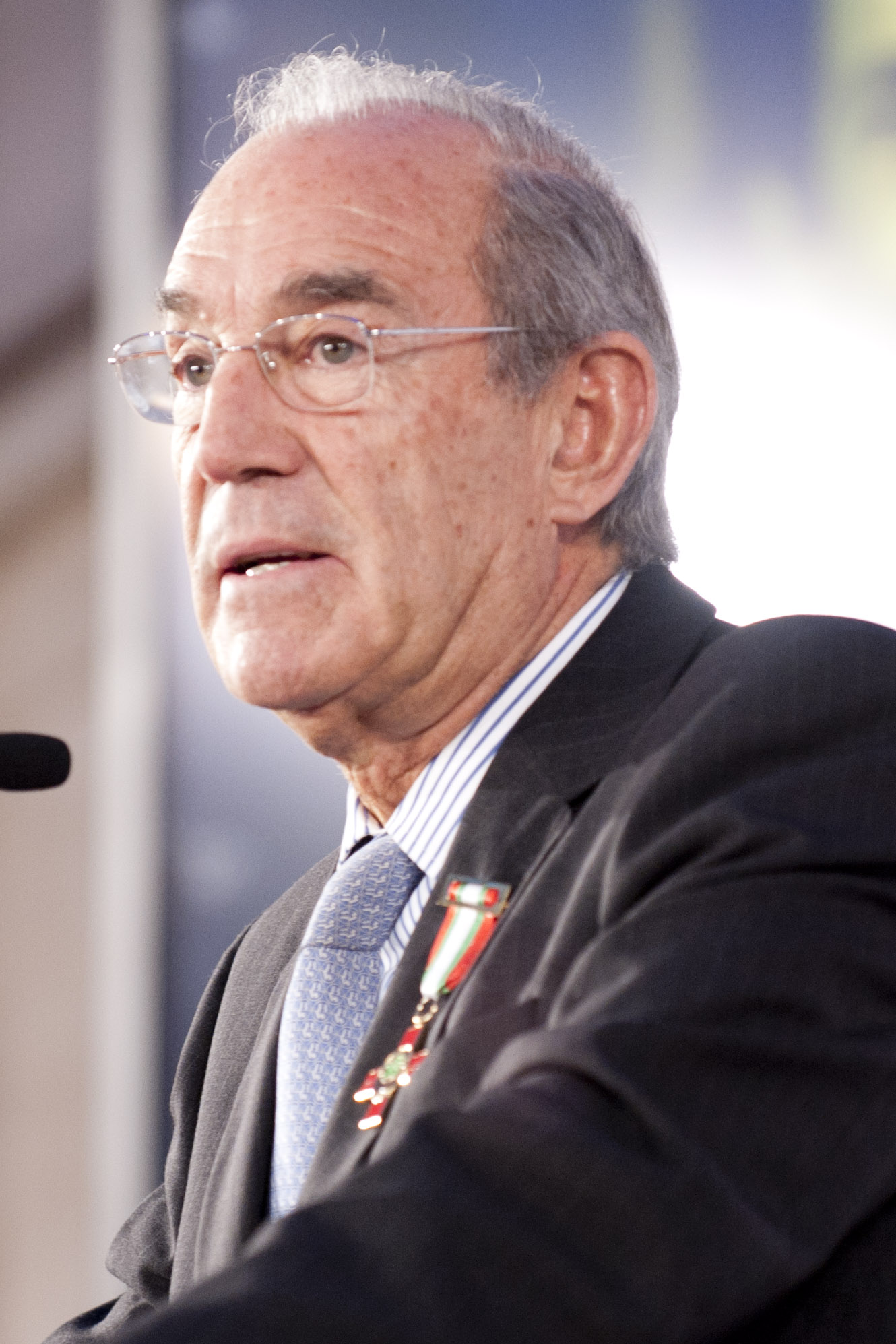
Lehendakari Carlos Garaikoetxea

Desde algunos sectores como el Foro de Ermua se asocia gran parte de esta emigración con el terrorismo de ETA y la presión y amenazas de su entorno. En el estudio de la Fundación BBVA "Evolución de la población española en el siglo XX", presentado en 2007, se hacía eco de que casi 200 000 personas han abandonado el País Vasco desde el inicio de actividad de la banda terrorista ETA, siendo este número de 157 417 personas entre los años 1980 y 2000. Si bien este estudio alude como una de las principales causas de esta emigración el miedo infundido por ETA, su coordinador Julio Alcaide también matizó en su presentación otras motivaciones y componentes sociológicos que no se tuvieron en cuenta, como el hecho de que los jubilados oriundos de otros lugares de España residentes en el País Vasco, una vez jubilados tienden a regresar a sus lugares de origen.
En 2005 el Foro de Ermua organizó y presentó en Madrid las que denominó como Comisiones de la Diáspora Democrática, agrupando, según el diario El Mundo, a varios cientos de personas. El acto fue presentado por Fernando Savater, María del Carmen de las Heras, Mikel Buesa, Mikel Azurmendi y José María Calleja. En el alegó que en los últimos 25 años, 383 700 personas se había marchado del País Vasco, 119 000 de ellos durante el Gobierno de Juan José Ibarretxe, y reivindicaron el derecho a votar en Euskadi de todos esos "exiliados forzosos". La mayoría de estos viven actualmente en otras partes de España, aunque algunos se han trasladado al extranjero. En 2009 la fundación DENAES comenzó una iniciativa similar. Entre las personalidades vascos que abandonaron Euskadi debido a la presión del entorno etarra se encuentran el antropólogo Mikel Azurmendi, el historiador Txema Portillo, el cantautor Imanol Larzabal o el escultor Agustín Ibarrola.
Por otra parte, diversas asociaciones independentistas de la diáspora vasca y asociaciones de apoyo a los presos de ETA definen a los huidos de la justicia española y francesa por su relación o pertenencia a ETA como "exiliados políticos" (iheslariak). La Asociación Diáspora Vasca denuncia que más de dos mil vascos se encuentran huidos en el extranjero y la presión ejercida para su extradición.

## Presencia en distintos países

### Argentina
Por razones económicas o políticas para miles de vascos tanto del País Vasco francés como del País Vasco español, Argentina ha sido un lugar de acogida. Se calcula que alrededor del 10 % de la población argentina tiene ancestros vascos.

#### Casas Vascas (Euskal Etxeak)
De un total de 162 en todo el mundo, en Argentina se encuentran 76 (casi la mitad) centros relacionados con la cultura vasca oficialmente reconocidos por el Gobierno Vasco en virtud del Decreto 318/1994, de 28 de julio, por el que se regulan el Reconocimiento y Registro de los Centros Vascos ubicados fuera de la Comunidad Autónoma del País Vasco. Una de las más grandes se encuentra en Llavallol, partido de Lomas de Zamora, esta es el colegio, hogar de ancianos y capilla Euskal-Echea; en este se realiza una vez al año una multitudinaria fiesta, la llamada "Fiesta Vasca", a la cual asisten muchas personalidades importantes además de la totalidad del alumnado de la institución.

#### Herencia cultural
La comunidad vasca ha dejado su huella en Argentina como, por ejemplo, la toponimia y los apellidos. La boina generalmente usada por los peones en el campo, hoy asociada con el ropaje gauchesco, es considerada herencia vasca. El apodo "vasco" es común en el uso cotidiano para los descendientes de vascos junto a los familiares "gallego" (español) "tano" (italiano) "turco" (sirio-libanés) etc, como es el caso en muchas celebridades.

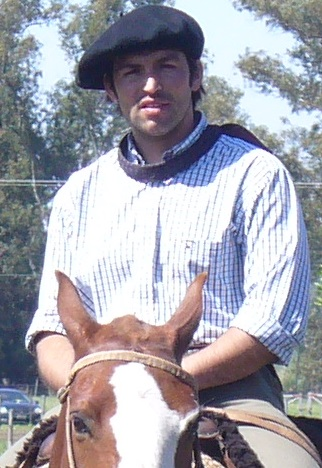
Gaucho argentino luciendo boina.

Anualmente se celebra la Semana Cultural Vasca de Argentina en una localidad diferente con un programa festivo cargado de actos culturales. También existen diversas fundaciones y asociaciones como la Fundación Vasco Argentina Juan de Garay y Euskal Argentina y en universidades como la Universidad de la Plata se ofrecen programas de lectorado de euskera y cultura vasca.

### Colombia
La presencia del pueblo vasco en Colombia también tuvo gran importancia, sobre todo en la región de Antioquia, hecho que ha suscitado gran interés. De esto se encargaron especialmente dos historiadores norteamericanos: Everett Hagen y Leonard Kasdan. Hagen consultó la guía telefónica de Medellín en 1957 y constató que un 15 % de los apellidos era de origen vasco, encontrando luego que dentro de los empresarios este porcentaje de apellidos constituía hasta un 25 %, lo que le permitió concluir que la herencia vasca era muy importante para explicar el buen desarrollo industrial de Antioquia en el contexto colombiano, superando ampliamente a Bogotá. Estas ideas fueron sustentadas por los representantes de las teorías desarrollistas, quienes buscaron justificar el crecimiento empresarial a partir de «la personalidad de los grupos sociales».
Hoy en día el 40 % de los habitantes antioqueños son de origen vasco (2 800 000 personas) lo que convierte a esta región colombiana en uno de los lugares con mayor concentración de descendientes vascos en el mundo. Además, entre 1640 y 1859 18,9 % de los residentes en Colombia tenían origen vasco, lo que le ha permitido determinar a geógrafos que hoy en día más de la mitad de la población colombiana tiene ancestros vascos aun así sean desconocidos.
Se encontraron en el directorio telefónico casi un centenar de apellidos vascos, algunos con mucha abundancia de nombres y otros con muy poca: Montoya (74), Zuluaga (35.5), Echeverri (29.6), Alzate (29,5), Aristizábal (29.5), Chavarriaga (28.8), Uribe (28), Palacio (25), Salazar (23.5), Gaviria (20), Ochoa (18.5), Orozco (17.8), Echavarría (16.3), Arroyave (16), Acevedo (Acebedo) (15), Aguirre (13), Atehortúa (13), Arbeláez (12), Cárdenas (11.9), Galeano (10.7), Berrío (10.5), Isaza (10), Arcila (9), Bolívar (8), Orrego (Orregui) (7.7), Durango (7.5), Maya (7), Vergara (7), Avendaño (5), Chaverra (5), Arteaga (4.5), Oquendo (4.4), Mira (4.3), Amaya (4.3), Chavarría (4), Espinal (3.5), Foronda (3.5), Idárraga (3.1), Ibarra (3.1), Araque (2.5), Arrubla (2.5), Ayala (2.5), Olarte (2.5), Quintana (2.3), Arizmendi (varias ortografías) (2), Navarro (2), Zabala (1.8), Lezcano (1.3), Guevara (1.2), Ibargüen (0.8), Leniz(s) (0.8), Suescún (0.8), Barreneche (0.7), Elejalde (0.7), Gamboa (0.7), Larrea (0.7), Mariaca (0.7), Zambrano (0.6), Solano (0.6), Mondragón (0.5), Arrieta (0.5), Aranzazu (0.4), Echandía (0.4), Aramburo(u)(0.3), Olano (0.3), Rada (0.3), Alvear (Alviar) (0.3), etc.

#### Herencia cultural
El sustrato vasco en el habla antioqueña.
El habla actual en Antioquia, observada de cerca, tiene evidentes influencias del español hablado en el País Vasco. Son de origen vasco los vocablos ‘ama’ o 'amá' (mamá), ‘coscorria’ (inservible, inepto), y ‘canilla’ (grifo), por citar solo algunos casos. También lo es por ejemplo la pronunciación de la letra /s/ apicoalvelar, tan marcada en los antioqueños, y de la letra ‘ll’ (doble L) africada, sin pasar por alto la inclusión de la letra "a" antes de ciertas erres iniciales: arrecostarse, arrecoger, arrecordarse, en lugar de recostarse, recoger, recordarse, etc. (Véase Español paisa.)
El acento de los antioqueños y caldenses (conocidos como paisas) tiene su origen en el norte de España, entre la zona de Navarra, el País Vasco y Aragón, compartiendo elementos como la entonación, la pronunciación apicoalveolar de la /s/, el alargamiento de vocal final o el uso del diminutivo -ico en algunas palabras, esto último en toda Colombia y países vecinos.

.... Nos viene a los paisas del encierro en las montañas, de los colonizadores vascos, catalanes y aragoneses, y de los largos trayectos que recorrieron los arrieros, loma arriba y loma abajo...La incomunicación a la que se vio sometida esta región hizo que se conservara un castellano arcaico. Los investigadores que han estudiado a Tomás Carrasquilla, por ejemplo, se sorprenden de la cantidad de términos de la España medieval que se hablaban todavía en Antioquia y que usaba Carrasquilla en su lenguaje...El hablante paisa en sus orígenes permaneció sin mucho intercambio con otras ramas lingüísticas del castellano, y seguramente nuestro acento es muy parecido a lo que debió ser el acento original de Navarra y Aragón...Juan Luis Mejía.

Para señalar como una primera característica del lenguaje que identifica a los nacidos en esta región, hay que remitirse a la zona de Aragón y Castilla, especialmente de la región montañosa que limita con el País Vasco, en la España de la época de conquista. De allí llegaron los españoles que asumieron el reto de poblar estas tierras montañosas...Las agrestes montañas llevaron a que las primeras comunidades fueran muy cerradas, muy endógenas, que provocaron la sensación de que el tiempo se les quedó como estancado...Si se comparan los acentos de las personas del oriente antioqueño, que fueron las comunidades más cerradas, con la gente de las montañas de Navarra o Aragón, el acento es casi el mismo, pero poniéndole la zeta... Jota Villaza

Respecto a los vascos, se encuentran semejanzas con los paisas (apócope de paisano: proveniente de la región de Antioquia o Caldas) que podrían comprobar la hipótesis de que áquellos forman parte del ancestro de éstos: son dueños de un espíritu orgulloso y enaltecedor del trabajo duro, poseen un territorio montañoso donde han desarrollado desde siempre trabajos de minería y pastoreo, han alcanzado cierto desarrollo industrial y, en cuanto a la indumentaria, puede notarse la utilización de la boina vasca por parte de los paisas, Aún a día de hoy se puede ver la influencia de la etxe vasca en las casas típicas antioqueñas.
Como decía Juan Ospina (1955):

«¿Hay algo más parecido al pueblo vasco que el antioqueño? Que lo digan: el carácter migratorio de sus habitantes, su individualismo, su espíritu de economía y orden, su respeto al padre, su cariño lírico e inasible por la madre, su religiosidad y su alegría por las fiestas del culto. Su fanfarronería más gascona que andaluza, su especialidad en palabras de grueso calibre, en vizcaínos, su tendencia a las apuestas, sus convites campesinos, su capacidad poética y su admiración por las trovas, su mala percepción del bien, su irrespeto a la ley, su codicioso pensamiento de riqueza fácil, su egocentrismo de “raza superior”, su belicosidad cuando se les trata en forma áspera, su sensación de personalidad aunque se enmascare en una timidez campesina, su gusto casi vital por el cerdo y sus derivados, su amor casi anatómico a la sensación de libertad.

“Lleva el hierro entre mis brazos por que en el cuello me pesa” y en más que nada se parece al vasco que ha cantado de siglos:
Navarrisco valiente,
Que ni Dios pué con ti,
Y contigo no puede,
Porque Dios te hizo así.
Es el pueblo antioqueño, raza vascongada que va buscando la montaña como la aguja al imán y así va esparciéndose en el territorio patrio, en el abanico de nuestras cordilleras. Con sus docena de hijos, con su tiple y con su hacha, y con su confianza en sí mismos, que los hace sentirse estrechos en los lares paternos.»

Asimismo, en 1950, Arturo Escobar escribió en su libro Mitos de Antioquia lo siguiente:

«Antioquia, en cuya ascendencia predomina el campesino peninsular de las provincias vascongadas, heredó con las virtudes de sus antepasados, toda la superstición, el fanatismo y la credulidad de sus mayores. A pesar del predominio de la raza blanca, su prolongación en la montaña que lucha contra la aridez de la tierra y la rugosidad de los riscos, de su accidentada geografía, ha proyectado sobre el mapa de Colombia el prototipo de su raza; en Medellín, en el "paisa" industrial, emprendedor, metalizado y tozudo, con la "Andi" por emblema y la bolsa por divisa; en sus pueblos, el aventurero, fanfarrón y trota-mundos, con su acervo de historietas, su lengua afilada y su imaginación multiforme, y en lo rural, el campesino buenote, creyente, amante de su suelo y tradiciones y prolífico en el "santo estado" y fuera de él.

Sus mitos, que son una manifestación de su profunda credulidad y una prueba fehaciente del ancestro íbero, son la secuela de esa sangre conquistadora que corre por sus venas; universales en su esencia y americanos en su forma, proyectados como su raza sobre Colombia, se han extendido por la tradición en la lengua de los pobladores del Quindío, los colonizadores del Tolima, las sabanas de Bolívar, las tierras ubérrimas del Valle y de Nariño, mezclando unas veces con las leyendas de los aborígenes y en otras conservando su abolengo hispano, y han llegado a ser ante todo colombianos...»

Gastronómicamente el uso del cerdo en la dieta diaria como el chorizo y la morcilla, las legumbres como las alubias (frijoles) y la gran semejanza entre el Talo vasco y la arepa antioqueña. Los fríjoles con arroz, un plato muy difundido en las montañas de Navarra no dista mucho de la bandeja paisa, se considera también al chicharrón, la morcilla y el chorizo.

#### Indumentaria
Se pueden apreciar similitudes, entre la indumentaria masculina de ambas regiones.

#### Música
El género nacional de Colombia, el bambuco, está fuertemente influenciado por el zortziko vasco desde lo melódico. Matilde Chábes de Tobar, doctora en musicología de la Universidad de Salamanca anota que los compases del bambuco están directamente relacionados con los del ritmo vasco. Javier Ocampo López hace clara esta relación: 

«Los ritmos vascos, y entre ellos el zortcico, presentan ritmos ágiles, sueltos y alegres, que sirven de soporte a una melodía de acentos quejumbrosos a veces, formando un interesante contraste, muy parecido a nuestro bambuco. Lo cierto es que en las opiniones de músicos y folkloristas españoles se encuentran la relación del bambuco con aires populares hispanos, con adaptaciones muy propias de nuestro medio colombiano; de ahí, lo folklórico»
Javier Ocampo López

El cantante colombiano Juanes (Juan Esteban Aristizábal) grabó una canción en euskera, el idioma de sus antepasados, para el álbum Kalea del músico vasco Kepa Junkera.Adalpeko-Juanes Según dijo el intérprete, sus abuelos eran vascos, al igual que muchos de su tierra, en Antioquia

#### Casas Vascas
Centro de Estudios Vascos de Antioquia
El Centro de Estudios Vascos de Antioquía es una entidad cultural y académica de la ciudad de Medellín, Antioquia, que ha venido contribuyendo desde el 2004 al estudio y difusión de la presencia vasca en esta región del país sudamericano.
La Fundación Centro Vasco Gure Mendietakoak, es una institución cultural que nació en el municipio antioqueño de Caldas, su objetivo es el de difundir las distintas manifestaciones de la cultura vasca en este municipio y en Antioquia.
La Fundación Internacional Casa Montoya, es una institución formada en torno a los descendientes de los hermanos Fernando y Antonio de Montoya y Salazar, oriundos de Berantevilla en Álava, quienes trajeron este apellido a Antioquia que se ha extendido por toda América, sus objetivos son familiares, culturales y sociales.
También existe la Casa Vasca de Antioquia "Luis Miguel de Zulategi", reconocida por el gobierno vasco. Ubicada en el centro de Medellín, esta entidad se dedica a dar a conocer diferentes aspectos de la cultura vasca, como la pintura, la música y la tan reconocida gastronomía de esta región española a través de diferentes eventos como la Semana Vasca, que se suele celebrar en octubre, exposiciones en diferentes salas de Medellín y cursos de gastronomía para enseñar a quienes estén interesados en saborear un poco aquello que los vascos llevamos tan dentro.
La tradición vasca es muy fuerte y por eso se estima, que el 70 % de la gente de Antioquia tiene ascendencia vasca. De los vascos en todo el país se puede hablar de apellidos como Amuchástegui, Aristizábal, Arizmendi, Avendaño, Atehortúa, Bernal, Chavarro, Duartem, Erazo, Elizondo, Echavarría, Echeverri, Gaviria, Garay, González, Herazo, Isaza, Jiménez, López, Maturana, Mondragón, Navarrete, Olarte, Palacios, Pérez, Sáenz, Tovar, Uribe, Velásquez o Zuluaga. Según los genealogistas vascos Jaime de Kerexeta y Francisco de Abirsqueta, en Colombia ha habido más de 3500 apellidos vascos y de acuerdo con el historiador estadounidense Everette Hagen, más del 15 % de los antioqueños portan un apellido vasco.

### Cuba

Edición revista Vasca

Los vascos están ligados al proceso histórico cubano desde sus mismos orígenes. Había marineros vascos en las naves de Colón cuando este llegó a las Antillas en su primer viaje y, con posterioridad, los apellidos vascos han abundado y destacado a lo largo de la historia de Cuba. Si bien es cierto que los vascos no han tenido en Cuba una relevante representación en cuanto a su entidad numérica, es innegable que, por contrapartida, han desplegado un gran protagonismo en cuanto a la acción. Cuando bien mediado el siglo XVIII La Habana resiste con fiereza a los ataques de la Gran Bretaña, que había comenzado ya a reinar sobre los mares, entre quienes lideran el combate contra los casacas rojas del soberano británico George III hay personas de origen vasco. Ya en el año 1864 se instala la Asociación Vasco-Navarra de La Habana que duró hasta la llegada de Fidel Castro al poder en 1959. Se estima que desde el 1765 al 1942 llegaron Cuba veintiséis mil vascos formando rápidamente parte del sistema socioeconómico y político del país donde crearon varios centros políticos en La Habana y Santiago de Cuba, como el Centro Euskara y el Grupo de Socios de Navarra. Manuel Calvo y Aguirre natural de Portugalete encabezó la influyente lista de vascos en Cuba. Recientemente el gobierno vasco editó un libro biográfico sobre la presencia vasca en Cuba, "Vascos en Cuba". A continuación, un fragmento citado de dicho libro.
Parlamentarios electos y sus vínculos con Cuba 
Al revisar las biografías de los parlamentarios vascos vinculados a Cuba, distinguimos dos grandes grupos:
1. Parlamentarios en los que predominan vínculos familiares directos, matrimonio, padres o hijos que representan asimismo intensas relaciones sociales, profesionales y económicas en Cuba que se derivan de la relación familiar: 
Eduardo Ramón Alonso Colmenares, Joaquín Calbetón Legarra, Fermín Calbetón Blanchón, Manuel Allendesalazar y Muñoz de Salazar, Ángel Allendesalazar y Muñoz de Salazar, Alberto Aznar Tutor Marqués de Zuya, Eduardo Aznar Tutor Marqués de Bérriz, Luis Díez de Ulzurrun López de Ceriain, Eduardo Díez de Ulzurrun y Alonso Marqués San Miguel de Aguayo, Eduardo Dato Iradier, Casimiro Egaña. Karmelo Anakabe; «Kubako euskal jatorrizko hiztegi biografikoa» Vasconia, 38 (2012) 495-643.
Cuba recibió no solo apellidos notables del País Vasco, también un deporte vasco por excelencia llamado "Fronton", y luego este se extendió por toda América, hasta el día de hoy. Los vasco-franceses también se hicieron notar en toda la isla, especialmente como curtidores de cuero en provincias ganaderas como Camagüey y Santiago de Cuba, llegados a Cuba desde la localidad de Baja Navarra de Hasparren en el  Iparralde o País Vasco Francés.

### Ecuador
En la antigua Guayaquil, las familias se dividían en dos categorías, por un lado las familias tradicionales y por el otro los recién llegados vascos provenientes del norte de España. A este grupo pertenecían los Llaguno, Santistevan, Lavayen, Cortázar, Elizalde, Izaguirre, Requena, Larrea, La Mar, Garaycoa, Urbina, Echanique; así como los Larrabeitia, Iturralde, Arteta, Antepara, Aspiazu, Icaza y Llona.
El apellido Navarrete entró por el puerto de Guayaquil, subió a Río bamba, y viajó al norte del País, documentos de las iglesias atestiguan veracidad, también entraron vascos: colombianos por la frontera. 
El apellido: Garate muy poco común en el país también es vasco, en la provincia de Azogues dejó raíces: estuvo recién ingresado en época de Independencia.

#### Ciudades hermanas
Hay dos ciudades con el nombre de Ibarra, la ciudad vasca de Ibarra en Guipúzcoa y la municipalidad de Ibarra en Ecuador. El 23 de diciembre del 2005 se realizó un hermanamiento entre estas ciudades.

#### Apellidos en Ecuador de origen Vasco
En la Provincia de Loja: García, Eguiguren, Burneo, Larrea, Aguirre,Larriba
Entre los 10 apellidos más comunes en Ecuador están:
1.er lugar Zambrano, de origen Vasco.
2° Echeverría
3° Navarro
4° Navarrete, Toponimico Reino de Navarra
5.º lugar García. De origen étimo se ha considerado afín al vascuence
6.º Rada
7.º Iturralde
8.º Goycochea
9.º Salazar, es un apellido toponímico de origen Vasco.

### Estados Unidos
En Estados Unidos hay una gran comunidad de vascos. Las diferentes asociaciones están unidas en la North American Basque Organizations (NABO), creada en 1973. Organizan diversos actos y festejos. La más importante es la llamada National Basque Festival, que se celebra desde 1959. Los pioneros de este festival fueron Robert Laxalt y Peter Etxeberria en la ciudad de Sparks (Nevada).

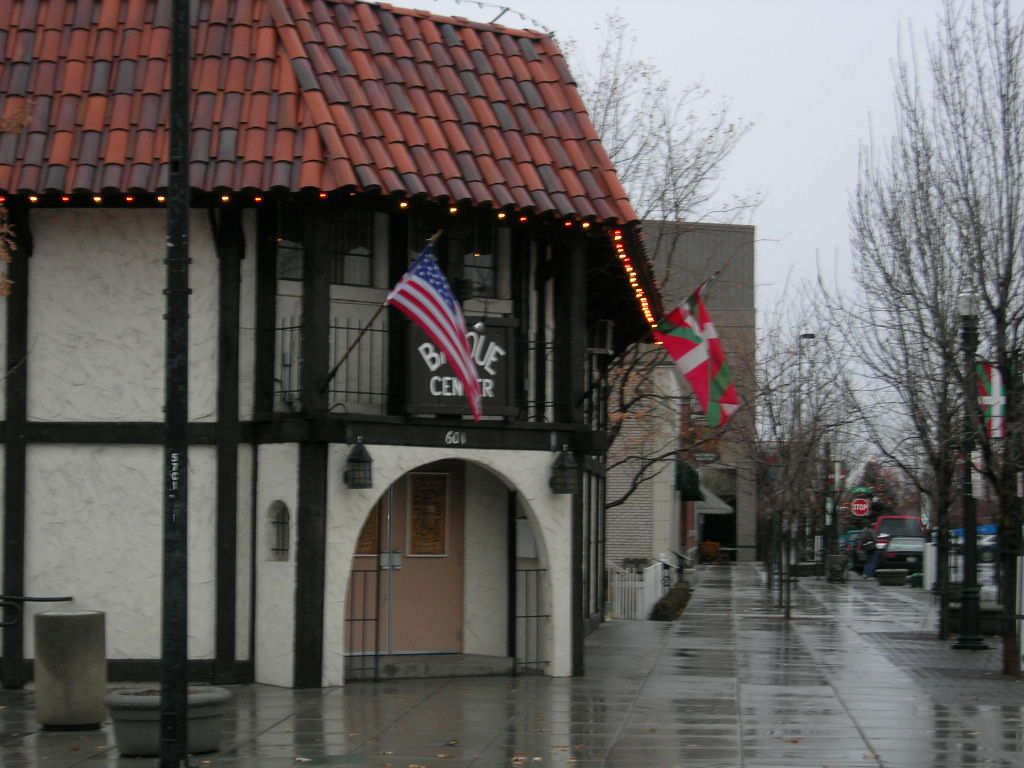
Centro vasco de Boise, Idaho.

Una zona en la que la presencia vasca es especialmente notable es el área de Boise (capital de Idaho, donde dicen que residen unos 20 000 vascos). El actual alcalde de Boise, David H. Bieter, tiene antepasados de origen vasco.

#### Casas Vascas

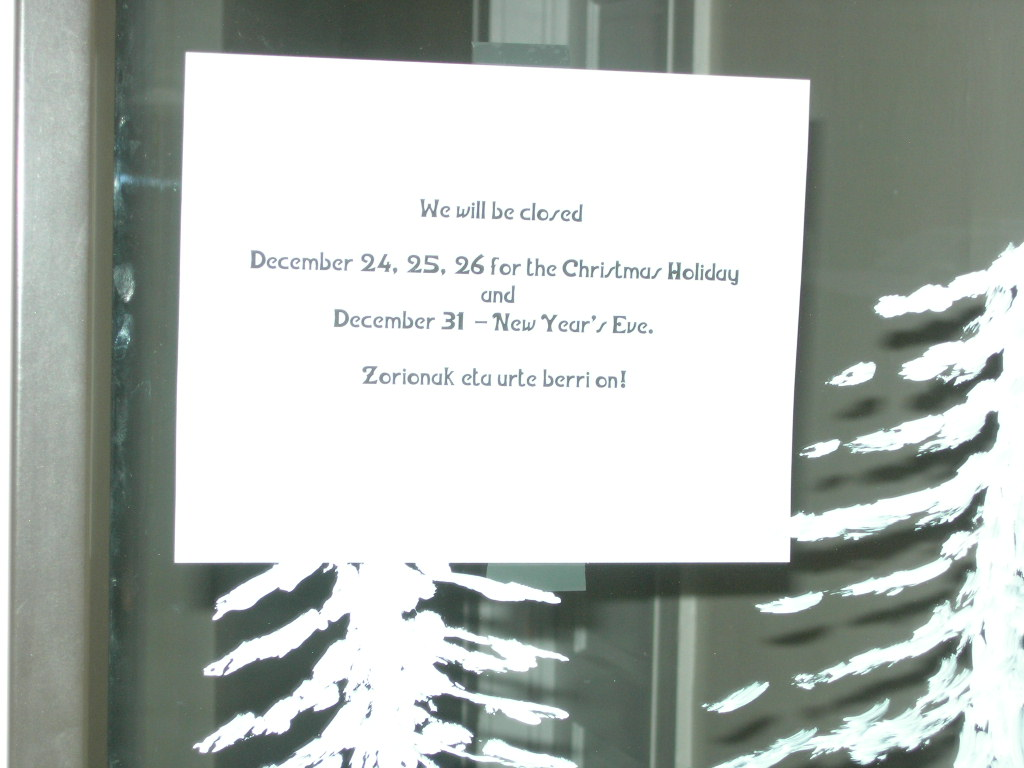
Aviso navideño parcialmente en euskera, en Boise.

En los Estados Unidos existen 36 centros relacionados con la cultura vasca  oficialmente reconocidos por el Gobierno Vasco en virtud del Decreto 318/1994, de 28 de julio, por el que se regulan el Reconocimiento y Registro de los Centros Vascos ubicados fuera de la Comunidad Autónoma del País Vasco.

#### Herencia cultural
En Boise hay un Basque Museum & Cultural Center (Museo y centro cultural vascos), y en la zona próxima a este centro hay muchas tiendas y restaurantes en los que se hace notar la cultura vasca en el llamado "Basque block".

#### Publicaciones
En la Universidad de Nevada, mediante el Basque Estudies Program, se llevan a cabo estudios sobre la cultura vasca, se dan clases de euskera y se publican libros, como Amerikanuak: Basques in the New World, In a Hundred Graves: a basque Portrait, Basque Nationalisme, etc.
- "Un legado que perdura. La historia de los vascos en Idaho" John Bieter y Mark Bieter, 2005.

### Chile
La inmigración vasca en Chile es muy amplia, notoria y continua a través del tiempo, pudiéndose dividir en períodos históricos: el descubrimiento, fundación y periodo colonial; la oleada de inmigración del siglo XVIII y las inmigraciones recientes (siglos XIX y XX). Actualmente Se estima entre 1 600 000 (10 %) y 3 200 000 (20 %) los chilenos que ostentan algún apellido vasco, otra estimación calcula que alrededor del 27 %, casi el 30 % de la población chilena tendría algún ancestro de origen vasco, procedentes de los 4 territorios vascoespañoles

#### Descubrimiento, fundación y periodo colonial
La presencia vasca en Chile comienza ya con el descubrimiento y conquista de lo que más tarde sería la república de Chile. En las huestes de Diego de Almagro en 1535 y de Pedro de Valdivia en 1540, ya venía un numeroso contingente de naturales de las provincias vascas y de Navarra, como así vascos pertenecientes a la diáspora del resto de España. El capitán Rodrigo de Araya, quien se unió a Valdivia en su expedición, era también de origen vascoalavés, aunque nacido en Extremadura. Se cuenta, por ejemplo, que durante la fundación de Santiago de Chile, mientras el trazado era realizado por el alarife Pedro de Gamboa, natural de Elorrieta, en Vizcaya, su amigo y compañero de armas, Pedro de Miranda, natural de Larraga, en Navarra, amenizaba su labor tocando en un chistu canciones vascas tradicionales.
En 1557, junto a las huestes del gobernador García Hurtado de Mendoza, arriba Alonso de Ercilla y Zúñiga, madrileño cuyos padres, miembros de la corte de Felipe II, provenían de Bermeo, Vizcaya. Ercilla fue el creador del poema épico La Araucana, donde destaca el valor de los araucanos. Poco tiempo después el que fue el primer poeta chileno Pedro de Oña (1570-1643), hijo de vascos, publicó el poema épico Arauco domado, donde la temática es la contraria.
Este contingente, a lo largo de los años de la colonia fue engrosando en número, destacando los numerosos gobernadores de origen vasco: Martín Ruiz de Gamboa, Martín García Óñez de Loyola, Pedro de Vizcarra, Francisco de Álava y Nurueña, Martín de Mújica y Buitrón, José de Garro, Juan Ustariz Vertizverea, José Santiago Concha y Salvatierra, Félix de Berroeta, Juan de Balmaceda Censano y Beltrán, Agustín de Jaúregui y Aldecoa, José de Rezabal y Ugarte y Francisco de Irarrázal. En el siglo XVI, de las 157 familias de la Península que se establecieron en Chile, 39 de ellas tienen apellidos vascos.

#### Oleada de inmigración vasca delsigloXVIII
Durante el siglo XVIII se vivió en la zona central de Chile una época de profundo crecimiento y larga paz. En esta época hubo una gran inmigración de las provincias vascas y de Navarra, logrando a finales del siglo XVIII una participación conjunta vasco-navarra que se estima en un 27 % de la población chilena.(18,1 % procedentes de las Vascongadas y 8,9 % de Navarra). Lograron ser el grupo regional más importante de la población, desplazando a los naturales y descendientes de nacidos en las regiones de Extremadura, Castilla la Nueva, Castilla la Vieja y Andalucía, que eran los componentes mayoritarios de la población chilena durante el período de la Colonia. Estas familias inmigrantes se dedicaron inicialmente de forma preferente al comercio, y en los años siguientes se produjeron numerosos enlaces con familias de origen castellano que eran poseedoras de tierras y títulos, dando origen a un nuevo grupo social conocido en la historia de Chile como "aristocracia castellano-vasca".
También durante este siglo se crea en Chile la cofradía de Aranzazu, creada con fines benéficos para ayudar a vascos en extrema necesidad.
La presencia vasca y de descendientes de vascos en Chile es numerosa. Muchos chilenos con ascendientes vascos han destacado en los más numerosos ámbitos, sobre todo en el militar: Manuel Rodríguez y Erdoíza, Bernardo O'Higgins Riquelme, cuyo abuelo materno era vasco y del cual heredó el nombre; cultural: Gabriela Mistral, Pablo Neruda; eclesiástico, los santos chilenos Alberto Hurtado Cruchaga y sor Teresa de Los Andes, el cardenal Francisco Javier Errázuriz Ossa quien fue papable en la elección pontificia que siguió a la muerte de Juan Pablo II; político, solo en el siglo XX, siete jefes de Estado chileno tienen algún ancestro vasco (Federico Errázuriz Echaurren, Germán Riesco Errázuriz, Juan Luis Sanfuentes Andonaegui, Emiliano Figueroa Larraín, Pedro Aguirre Cerda, Salvador Allende Gossens (Uribe) o Augusto Pinochet Ugarte), entre otros.
Aunque quizás todo esto se puede resumir en una frase atribuida a Miguel de Unamuno: "La Compañía de Jesús y la República de Chile son las dos grandes hazañas del pueblo vascongado.".

#### Inmigraciones recientes (siglosXIXyXX)
Luego de la exitosa colonización alemana de gran parte del sur de Chile, en 1840, tuvo lugar una nueva oleada de emigración vasca, tanto de las regiones españolas como francesa. El último contingente vasco data de septiembre de 1883. Esta inmigración continuó a raíz de las guerras carlistas y luego se acrecentó con la guerra civil española, donde el poeta Pablo Neruda destacó como mediador para la inmigración de refugiados vascos a Chile, en gestiones autorizadas por el presidente chileno de esa época, Pedro Aguirre Cerda, con ascendientes vascos.

#### Casas Vascas
Actualmente solo dos casas vascas (Euskal Etxeas) chilenas, son reconocidas por el gobierno vasco: la Eusko Etxea de Valparaíso, fundada en 1943 y la Eusko Etxea' de Santiago de Chile, fundada en 1959, existiendo diversas postulando a tal distinción, las de Valdivia, Linares (Chile), Temuco y la de Iquique.

#### Herencia cultural
Chile posee una amplia toponimia vasca, ya sea de lugares, como nombres de calles o de accidentes geográficos, destacándose el caso de la ciudad de Constitución (Chile) cuyo nombre original era Nueva Bilbao, en cuyo escudo aún conserva el escudo de Vizcaya.
En el ámbito gastronómico cabe destacar el chacolí vino algo ligero y agrio que se produce comúnmente y en grandes cantidades en Chile.

### San Pedro y Miquelón
Esta colectividad francesa de la costa canadiense fue la base de pescadores franceses, principalmente vascos, bretones y normandos. La mayoría de los vascos eran de San Juan de Luz (Saint-Jean-de-Luz, Donibane Lohizune) y hoy en día existe una importante comunidad vasca en el archipiélago.

#### Herencia cultural

Bandera no oficial de San Pedro y Miquelón, Francia.

Existen muestras de la herencia cultural de los vascos como el propio nombre de una de las islas que forman la colectividad, Miquelon, cuyo nombre proviene del euskérico "Mikel" (Miguel). Otra herencia cultural es sin duda la afición por la pelota vasca ya que el frontón Zazpiak bat es uno de los símbolos más conocidos de la presencia vasca del archipiélago. De hecho la asociación Zazpiak-bat de pelota está afiliada a la Federación Francesa de Pelota Vasca.
La bandera oficiosa de San Pedro y Miquelon posee tres emblemas en la franja vertical entre los que está la ikurriña, la bandera vasca, siendo las otras dos armiños herládicos de la Bandera de Bretaña y dos leones pertenecientes al escudo de Normandía.
Anualmente se celebran las Fiestas Vascas en el archipiélago, que cuentan con un programa festivo con dantzaris, partidos de pelota y exhibiciones de deporte rural.

### México

Círculo vasco en la Ciudad de México.

Muchos de los apellidos de origen vascos, tienen un estatus de próxima extinción en la península ibérica, mientras que en México actualmente son altamente vigentes, tales como:
Arreola, Arriola, Chavarría, Lecona, Gaona, Inzunza, Zazueta, Arreguín, Vizcarra, Murrieta, Zamarripa, Alzate, Arzate, Zavaleta, Arvizu, Saldívar / Zaldívar, Marroquín, Orrantia, Garibay, Aspiricueta, Frau, Aranda, Goicochea, Landeta, Illigoren, Íñiguez, Zapata, Iturbide, Anzuzeguieta, Azcárraga, Izaguirre, Herrera, Montoya, Aranda, Lezama, Aristegui, Urbineta, Aldana, Arango, Arispe, Narváez, Araiza, Arispeteguieta, Orozco, Oroztegui, Ortigoza, Verastegui, Anda, Irízar, Ordaz, Salazar, Ulloa, etcétera.
Esto se suman los apellidos vascos más conocidos como Avendaño, Barranco, Echeverría, Bilbao, Mondragón, Ezquerra, Mendoza, Mendizábal, Arciniega, Urrutia, Zelaya, Mendívil, Arrieta, Arizmendi, Zavaleta, Echeverría, Lazcano, Arana, Velazco, Velasco, Mendiola, Garay, Jáuregui, Armendáriz, Elizondo, Arámburo, Arámbula, Elizalde, Landa, Amaya, Anaya, Lizárraga, Sáenz, Chavarría, Araujo, Vergara, Heredia, Urbina, Anguiano, Gamboa, Arana, Carranza, Arredondo, Arriaga, Solano, Arroyo, Zárate, Lozano, Zúñiga, Ayala, Zavala, Ochoa, Urrutia, Aguirre e Ibarra.
Los primeros vascos llegaron durante el período colonial hacia la Nueva España; Fray Juan de Zumárraga fue un vasco que tuvo un papel importante en la evangelización de los mexicanos, fue fundador de Real y Pontificia Universidad de México, y también fue el primer obispo de la Nueva España, se fundó la cofradía de Nuestra Señora de Aranzazú y años después la devoción jesuita por San Ignacio de Loyola. Arribó a México otra segunda comunidad en un número de 1533 miembros a finales del siglo XIX quienes fundaron la Casa del Pueblo Vasco en 1907 bajo autorización del expresidente mexicano Porfirio Díaz. Los vascos cuentan con 38 500 miembros radicados en México D. F., Colima, Jalisco, Estado de México, Nuevo León, Durango, Chihuahua, Coahuila, Oaxaca, Quintana Roo y Campeche. Este grupo de vascos arribó a México desde el siglo XIX y en un número de 20 533 miembros, huyendo de persecuciones en España y Francia. A la fecha algunos de los miembros de dicha comunidad son muy destacados entre las actividades restauranteras y hoteleras.
Según datos de la comunidad, en Colima habitan aproximadamente unos 2000 vascos sin contar sus descendientes. El "Instituto Javier Mina" es punto de reunión cultural de esta comunidad, es lugar de expresión de jóvenes vascomexicanos y amigos del País Vasco. Existe un grupo de vascos presos en cárceles mexicanas que han sido detenidos por tener simpatía con ETA y realizar actos de independentismo fuera de las fronteras españolas.
La pelota vasca en México se practica desde 1895, aproximadamente, y está representada por la Federación Mexicana de Frontón, A. C. La conforman actualmente 17 especialidades de participación internacional, y se practican en el país 26, en total. En la Ciudad de México existen más canchas para la práctica de la pelota vasca que en cualquier otra ciudad del mundo.
En México los vascos, o los criollos de origen vasco han representado uno de los grupos más importantes del país.
También se puede observar la huella de los vascos en los nombres de las ciudades de Celaya, Cadereyta, Bernal, Villa de Ayala, Arizpe Pabellón de Arteaga, Santa Rosa Jáuregui, Arizpe y Durango o en las colonias Narvarte, Echegaray o Euzkadi así como varias construcciones coloniales como el Colegio de las Vizcaínas el palacio de Palacio de Lecumberri, la Iglesia de San Ignacio de Loyola en la ciudad de México; y más allá se han caracterizado por ser una de las aristocracias más poderosas de México como es la familia Azcárraga, los Lascuráin, los Iturbide, los Ibargüengoitia, los Yturbe o los Labastida o dejando huella en el urbanismo capitalino en las calles de las colonias Del Valle, Doctores, Tacubaya, o el sur del centro (el Cuartel vasco en tiempos coloniales) pueden verse el nombre de benefactores de las colonias y médicos importantes como: Aniceto Ortega, Martín Mendalde, Concepción de Béistegui, Yturbe, Juan Sánchez Azcona, Álvarez de Icaza, Dr. José María Vértiz, Dr. Navarro, Dr. Liceaga, Francisco Olaguibel, Meave, Echeveste, Aldacoa y Aranda o al oriente, el Anillo Periférico toma el nombre de Canal de Garay.

#### Vascos en Durango
El estado de Durango en México tiene una cultura muy particular, esto debido en gran medida a su colonización vasca.
Fueron vascongados que emigraron desde Europa y Asia quienes se atrevieron a explorar por primera vez el norte de México y finalmente en 1563 el capitán vizcaíno Francisco de Ibarra fundó la Villa del Guadiana (hoy Victoria de Durango). Antes de fundar la Villa de Durango, Francisco De Ibarra y Arandia exploró diversas áreas del actual suelo duranguense, y el 24 de julio de 1562, le asignó el nombre de Nueva Vizcaya en honor al Señorío de Vizcaya perteneciente a Euskadi, la Nueva Vizcaya comprendía una enorme extensión territorial que comprendía los actuales estados de Durango, Chihuahua y parte de Coahuila de Zaragoza. Es importante mencionar que la mayoría de los vascos habitando el norte de México eran vizcaínos.
El euskera (lengua vascuence) se dejó escuchar por la boca de los vascos en los bosques, desiertos, llanuras y serranías de la geografía duranguense en sus etapas de conquista y colonización. Ya establecidos en la época virreinal, era costumbre de los vascos de aquellos tiempos –sobre todo en los ricos–, casar a las hijas de manera preferente con un sobrino o en segunda instancia con un paisano, por lo que practicaban entre ellos el matrimonio endógamo (nupcias solamente con algún integrante de la misma raza o grupo étnico). Dicha costumbre social cayó en desuso notablemente en el siglo XIX.
Los apellidos vascos denotan, en su gran mayoría, su significado de acuerdo a su procedencia y a Durango siguieron arribando durante el siglo XIX, algunos formaron prolíficos clanes familiares, cuyos apellidos subsisten hasta nuestros días entre la sociedad duranguense. He aquí varios de ellos: Arzac, Amparán, Arámbula, Arrieta, Arriaga, Arredondo, Aguirre, Asúnsolo, Arreola, Anitúa, Aispuro, Ayala, Burciaga, Barraza, Castaños, Cincúnegui, De Juambelz, Elorriaga, Escárzaga, Elizondo, Espeleta, Gaxiola, Gamboa, Gámiz, Garay, Güereca, Gurrola, Icaza, Iturbe, Ibarra, Irazoqui, Jáuregui, Lizárraga, Mayagoitia, Medinabeitia, Monárrez, Montoya, Muguiro, Murguía, Ostolaza, Pulgarín, Rentería, Saracho, Ugarte, Unzueta, Uribe, Urbina, Urrea, Vizcarra, Zataráin, Zavala, Zuloaga, Zubiría y Zárraga.

#### Vascos en Yucatán
La mayoría de los vascos se asentaron primordialmente en lo que hoy es el estado del Campeche, así como en zonas del actual estado de Yucatán cercanas a este, como Ticul o Uxmal. Poco o nada se ha estudiado a profundidad la influencia cultural, económica y política que ejercieron las personas vascas o descendientes de los vascos en la península, más ha habido algunos personajes vasco-yucatecos destacados.

### Uruguay
Se estima que hasta el 10 % de la población de Uruguay es descendiente de vascos. La primera ola de inmigrantes vascos a Uruguay llegó desde el País Vasco francés, comenzando alrededor de 1824.

### Venezuela
Aparece su nombre actual en el mapa del cartógrafo de Santoña Juan de la Cosa (1500) como Venezieula, designación que le dieran Vespucio y Ojeda por recordar sus palafitos a la célebre ciudad lagunar italiana. De La Cosa y Rodrigo de Bastidas visitaron la zona ese mismo año. En el tercer viaje de Colón (1498) participaron los hermanos Arana, el tonelero Martín de Arriarán, el larrabezuano Pedro de Bilbao y el secretario de Cristóbal Colón, Bernardo de Ibarra. El 30 de julio divisaron la isla Trinidad y el 1 de agosto la costa venezolana, concretamente el golfo de Paria situado cerca de las bocas del Orinoco (paralelo 10 Norte), desde donde tocaron Macuro y reconocieron la isla Margarita y se dirigieron a Santo Domingo, el único enclave europeo existente aún por entonces. Ibarra declaró en el pleito entre el fisco y Diego Colón haciendo saber al Rey y a la Reina "las perlas y cosas que habían hallado" y que Colón había enviado "una carta de marear los rumbos e vientos por donde había llegado a Paria."

#### Fundación de Caracas
Varios vascos participan en los intentos de fundación de 1526 y 1528: Pedro de Alegría (teniente de gobernador) y Martín López, entre otros. En 1567 Diego de Losada funda Santiago de León de Caracas. Le acompañan Diego Henares de Lezama, baracaldarra, autor del trazado de la ciudad y contador real, Sancho del Villar, oñatiarra, miembro del primer cabildo y de los siguientes, alcalde en 1590 y alférez general del mismo, Francisco de Agorreta, Francisco Maldonado de Armendáriz, Juan de Amézaga, etc.
A comienzos del siglo XVI se hallan en la zona los vascos Domingo de Zubizarreta, Sancho de Lizaur, Juan López de Arrichulueta (veedor de Cubagua y de la costa de las Perlas), Martín de Ochandiano (tesorero real) y fray Antonio de Bilbao (prior del convento franciscano de Nueva Cádiz de Cubagua en 1531). El vizcaíno Bono de Quexo explora por primera vez la isla de Trinidad (1515). Por entonces se conoce el paso por la zona de los capitanes Hernando de Beteta e Iñigo de Basconia. El capitán Basconia toma parte en la expedición del alemán Ambrosio Ehinger al lago de Maracaibo (1529 y 1533). Otro capitán, Gonzalo Martel de Ayala, toma parte en 1538 en la expedición de Georg von Spira hacia San Juan de los Llanos. En 1540 Martín de Arteaga y Sebastián de Amescua, capitanes, participan en la expedición de Felipe von Hutten al encuentro del mítico El Dorado.

#### Conquistadores y colonizadores
Venezuela cuenta con tierras productoras de cacao, café, caña de azúcar y tabaco. Junto con Argentina está considerado como el que mayores extensiones posee de terreno fértil para el ganado (junto a las cordilleras y bosques de la Guayana). Son célebres sus minerales: diamantes, oro, cobre, hierro, plomo y piedras preciosas. Entre quienes acuden a lo que será Venezuela se hallan expedicionarios, colonizadores, funcionarios reales, traficantes de esclavos (principalmente desde África), buscadores de perlas, etc. El recuento de vascos sería larguísimo. Juan Pérez de Tolosa, juez de residencia para la provincia de Venezuela y Cabo de la Vela, llegó en 1546 y restableció el orden en Coro y El Tocuyo. Su hermano Alonso reconoció lo que sería Trujillo. Se destaca al primer Simón Bolívar el Viejo, de Zenarruza, escribano real y secretario de la Real Audiencia de Santo Domingo, que, desde La Española pasa, en 1589, a Caracas como primer regidor perpetuo y procurador general. A él se debió la creación de escuelas de primeras letras y un seminario de gramática dirigido por Juan de Arteaga y Simón de Basauri (1591).
Mención aparte merece la nueva aventura de El Dorado (1561) con Lope de Aguirre y Pedro de Ursúa como protagonistas y Barquisimeto como punto final de la misma. El capitán Antonio de Berrío, continua la búsqueda de El Dorado conquistando la Trinidad y Guayana, funda San José de Oruña (1592) y Santo Tomé de Guayana (1593, más tarde Angostura). Ya en el siglo XVII sobresalen los estancieros, propietarios agrarios como Francisco de Arrieta, Pedro Hernández de Galarza y Antonio Arraez de Mendoza en el valle de Bobures, Juan Félix de Arrúa en el valle del Chama, etc. Entre los gobernadores y miembros del cabildo de Caracas aparecen los apellidos Alquiza, Hernani, Oñate, Aguirre, Hoz de Berrio, Arriaga y Ribera, Ibarra, Lardizábal, Bolívar, Lezama, Arguinzoniz, Zabala, Arechederra, Mendoza, Arteaga, Múxica y Butrón, Villela, Echeverría, Landaeta, Guevara, Zuazo, Arraez, Ochoa, Bera, Zuloaga, etc. En Barinas, los Ochagavía, en Barquisimeto los Ansola, en Mérida los Uzcategui, etc. En la lucha contra los piratas holandeses del primer tercio de siglo destacaron los navarros Lope Díaz de Armendáriz (marqués de Cadreita), el almirante Manuel de Redín y su hermano, el capitán Tiburcio Redín que en 1637 ingresó capuchino y murió, en 1651, en La Guaira.

#### Misioneros capuchinos
Formaron parte de la penetración blanca para evangelizar a los pueblos originarios, para lo cual aprendieron las lenguas aborígenes. En 1672 Francisco de Puente la Reina y otros 10 frailes, pasaron a Cumaná donde residieron durante 40 años. Este navarro fundó la Conversión de la Doctrina Cristiana para los indios chaimas. Fray Javier de Alfaro (Manuel Frías) pasó del convento de Los Arcos a Maracaibo; escribió un catecismo para cada grupo de nativos coianos, chaqués y anatomos. Nicolás de Rentería misionó en Los Llanos en 1663. Antonio de Idiazábal llegó a Venezuela en 1672 y murió, enfermo, en Cumaná.

#### Real Compañía Guipuzcoana de Caracas

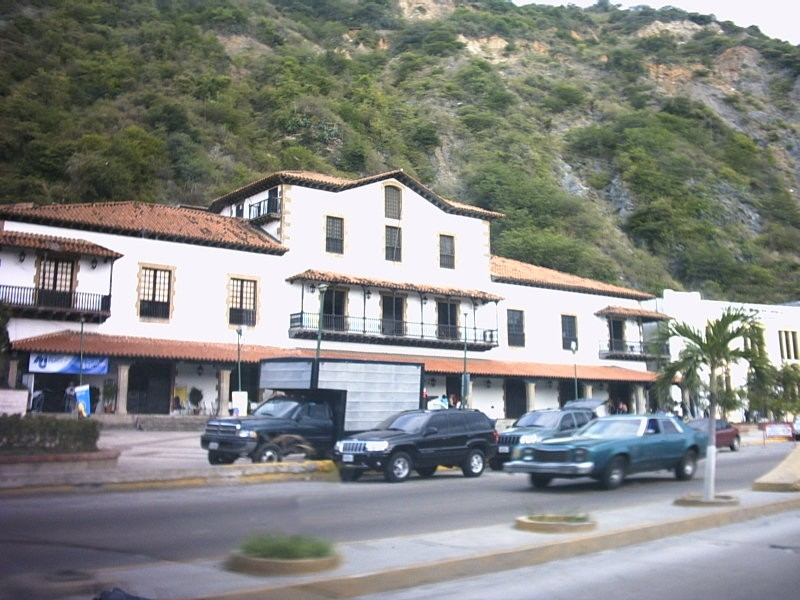
Edificio sede de la Real Compañía Guipuzcoana en La Guaira

La Real Compañía Guipuzcoana de Caracas fue la compañía mercantil por acciones más importante de su tiempo (1728-1785); su objetivo desbancar a los holandeses e ingleses del comercio del cacao venezolano (también tabaco y cueros). El permiso real autorizó a los guipuzcoanos de San Sebastián a traer los productos a cambio de llevar mercancías propias desde Pasajes y Cádiz y pagar un canon al monopolístico puerto de Cádiz. El factor principal en Caracas fue Pedro de Olavarriaga. Se abrieron factorías en La Guaira, Caracas, Puerto Cabello, San Felipe, Cagua, Maracaibo, Cumaná y Guayana. No solo llevó mercancías guipuzcoanas sino también pertrechos y tropas y habilitó embarcaciones propias para defender la costa de Venezuela de los ataques ingleses durante la guerra del Asiento en la que se distinguieron Blas de Lezo, Gabriel José de Zuloaga Moyúa y José de Iturriaga. A ella se debió la colonización de Cumaná y varios ensayos pesqueros. La declaración de libre comercio de 1778 incluida en las reformas borbónicas y el acoso inglés determinaron su cierre en 1785. Los vascos establecidos en Venezuela prosiguieron la colonización principalmente en los valles de Aragua, en las llanuras de Cojedes, Portuguesa, Guayana y costas de Caracas. Introdujeron, entre otras rubros, el añil de tinte, el algodón y la caña de azúcar. El vínculo con Pasajes-San Sebastián se mantuvo hasta finales del siglo XVIII.

#### La colonia y la república delsigloXIX

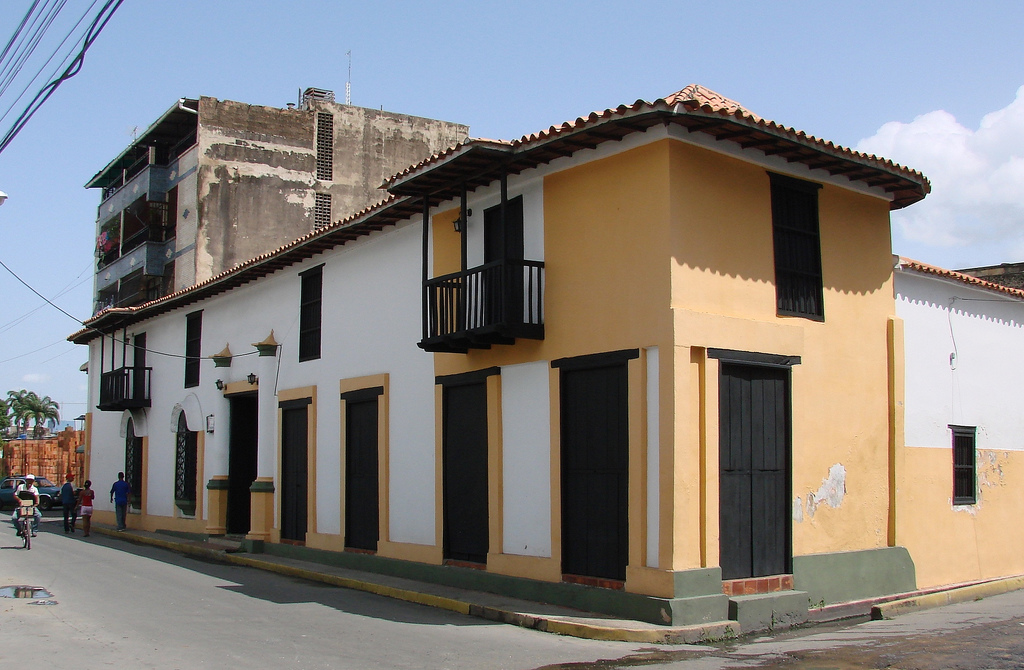
Centro de acopio de cacao de la Compañía Guipuzcoana en Cagua

Ya para principios del siglo XVIII se asumen como un grupo asentado en la Provincia de Venezuela y pertenecientes a la elite criolla, prueba de ello es el funcionamiento de la Real Compañía Guipuzcoana de Caracas la cual tuvo el monopolio económico con la región desde 1728 hasta 1781. El rey Carlos III designa a Luis de Unzaga y Amézaga como primer Capitán General de Venezuela (1777-1782). Ilustres próceres de la independencia venezolana tenían antepasados vascos, entre los que destacan el Libertador Simón Bolívar, Cristóbal Mendoza, Francisco Javier Ustáriz, Manuel Gogorza Lechuga, Rafael Urdaneta, Luis Urdaneta, Carlos Soublette, José Antonio Anzoátegui, Salvador de Madariaga, Juan Guillermo Iribarren, Pedro Lucas Urribarrí, Guillermo Zarrasqueta Urribarri José Tadeo Monagas, Juan Bautista Arismendi, Justo Briceño Otálora y Juan José Flores Aramburu quien fuera el primer presidente de la República del Ecuador.

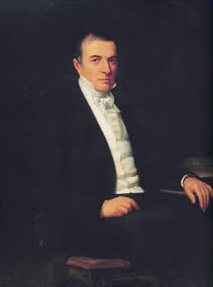
Cristóbal Mendoza, primer presidente de Venezuela (1811)

Andrés Ibarra hizo la campaña del Sur con Bolívar en 1829 y participó en la pacificación de Pasto y Popayán; muerto "El Libertador", sirvió bajo el general Mariano Montilla y desde 1833 se dedicó a los asuntos de su país. Su hermano Diego Ibarra tomó parte en el sitio de Barinas y la batalla de Carabobo; fue edecán del Libertador Bolívar contribuyendo a la toma de Angostura (actual Ciudad Bolívar), luchó también en Colombia y en la campaña del Ecuador y en 1833 se incorporó al Ejército con el grado de general. Josefa Aristeguieta, prima del Libertador casada con el general Gregor MacGregor. Juan Guillermo Iribarren luchó a las órdenes del general Rafael Urdaneta distinguiéndose en San Carlos de Cojedes; en 1824 fue comandante general del 4.º distrito de Venezuela y acabó con la sublevación de Carabobo. En el terreno de la cultura, José Agustín de la Torre y Urrieta fue rector de la Universidad de Caracas mientras que Francisco María de Irastorza, alavés de Subijana, gestionó, como gobernador del obispado (1800) la elevación del Colegio Universitario de Mérida a Universidad. Conviene recordar finalmente que los versos del himno nacional fueron escritos por Vicente Salias y su música por Juan José Landaeta, ambos fusilados en 1814 durante la guerra de independencia. En la etapa republicana a partir de 1830 destacan el general Jacinto Fabricio Lara, el general José Loreto Arismendi, el general Tomás Michelena, el coronel de ingenieros Nicomedes Zuloaga Aguirre, los generales Narciso López Urrutia, José María Aurrecoechea y su hermano Ernesto, héroes de la Independencia de Cuba ejecutados en La Habana, Tirso Salaverría que con el grado de teniente coronel participó en el Comité Revolucionario que el 20 de febrero de 1859 dio el grito de la Federación en la ciudad de Coro, iniciándose de esta manera la Guerra Federal, los cancilleres Santos Michelena y Wenceslao Urrutia y los presidentes Andrés Narvarte, José Tadeo Monagas, José Gregorio Monagas, José Ruperto Monagas y Raimundo Andueza Palacio.
Otros notables venezolanos del siglo XIX tenían antepasados vascos como Arturo Michelena uno de los mejores pintores de América y Felipe Larrazábal considerado por muchos el músico más importante y uno de los compositores más sobresalientes que tuvo Venezuela en el siglo XIX. Miguel Olavarria fue depositario en 1864 de la primera concesión petrolera y Alejo Zuloaga fue el primer rector de la Universidad de Carabobo.

#### Segunda oleada inmigratoria vasca
Una segunda oleada, la definitiva en la constitución de la actual colonia vasca, fue la impulsada por la guerra civil española (1936-1939) que polarizó a derechas e izquierdas en Venezuela. Con ésta en curso y la II Guerra Mundial en puertas, el Gobierno del general Eleazar López Contreras creó, deseoso de recibir aportes demográficos, el Instituto Técnico de Inmigración y Colonización de Tierras impulsado por el escritor Arturo Uslar Pietri. En 1939 se inicia la llegada a puertos venezolanos de lo que se considera la más grande migración de vascos a Venezuela desde la colonia. 

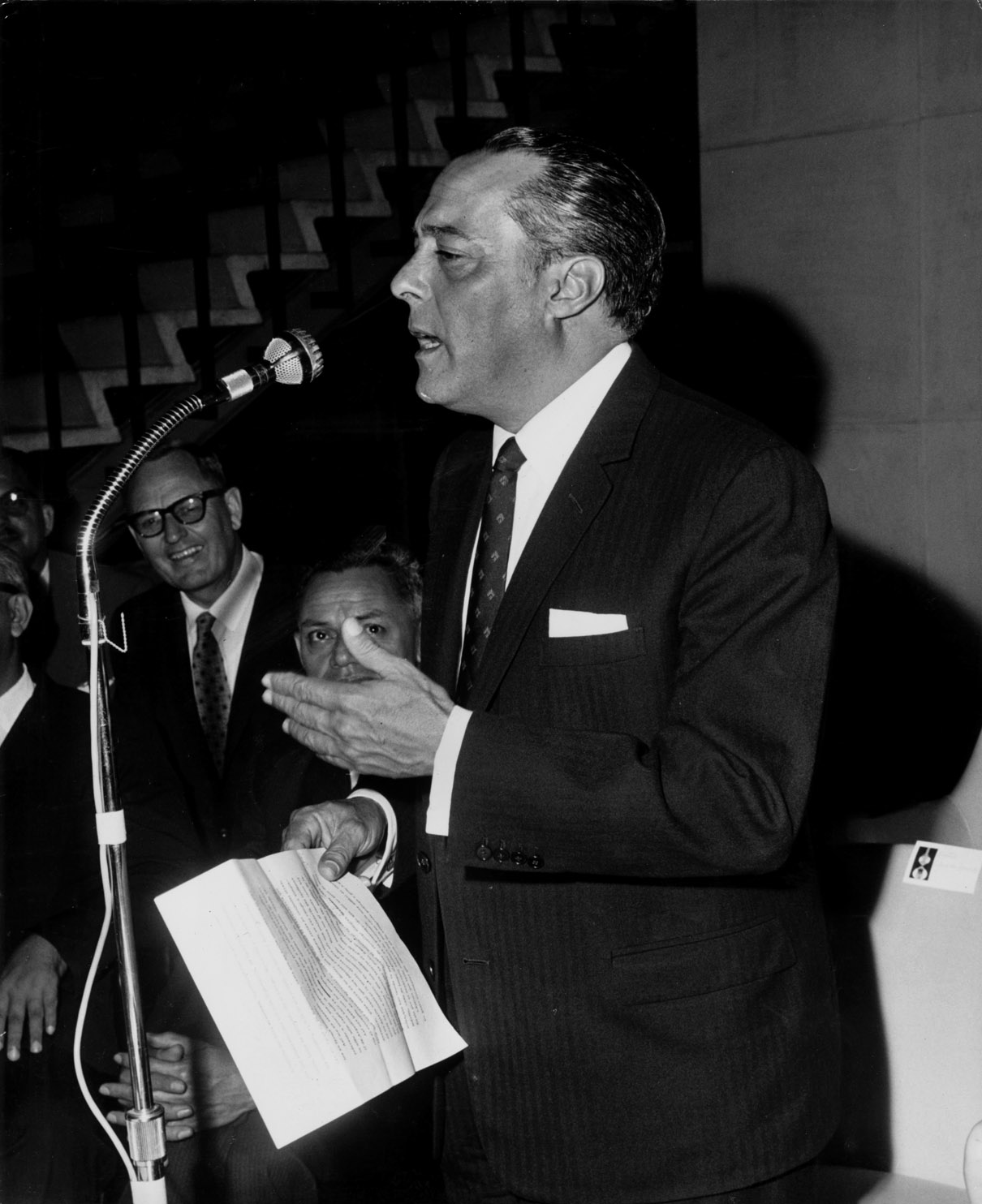
Eduardo Mendoza Goiticoa, ministro de Agricultura (1945-1947) favoreció la entrada de inmigrantes europeos a Venezuela

Con el apoyo del Gobierno vasco en el exilio, el Gobierno Venezolano del General López Contreras y contando con la aprobación de un gran número de intelectuales venezolanos como Uslar Pietri y Antonio Arraíz, el día 24 de junio del mismo año 82 vascos abordan el trasatlántico "El Cuba" en el puerto francés de Le Havre partiendo hacia Venezuela bajo las notas del Txistu de Segundo de Atxurra quien interpreta el Agur Jaunak, muchos de ellos despidieron a su tierra para no volverla a ver. La llegada de este primer contingente fue todo un suceso en la Caracas de la época y la prensa local se hizo eco del mismo dedicando algunas reseñas, en las mismas se menciona que el domingo 6 de julio de 1939 después de oír misa en la iglesia de Santa Rosalía en la ciudad de Caracas, el grupo acompañado de Arturo Uslar Pietri y Simón Gonzalo Salas hacen una ofrenda floral a los restos del Libertador Simón Bolívar en el Panteón Nacional, cantando el Agur Jaunak, el Himno Nacional de Venezuela y el Eusko Abendaren Ereserkia, creando este último gran polémica ya que algunos medios criticaron esto, erróneamente, por “haberse interpretado himnos comunistas en el Panteón Nacional”, situación que no fue tomada en cuenta por el Gobierno Venezolano. A este primer contingente se produjeron otros de manera casi consecutiva y con un número mayor de personas. Los recién llegados destacaron en la enseñanza (los Miangolarra), la construcción (Aguirrezabala, Salvador, Badiola, Múgica, Rousse, etc.), la agricultura, el comercio y la industria pesquera ("Pesquerías Vascas del Caribe"). En 1940 se crea una Delegación del Gobierno Vasco y los nuevos emigrados erigieron una Asociación de Socorros Mutuos presidida por Ignacio de Rotaeche. Dos años después comenzaron a florecer los Centros Vascos de Caracas, El Tigre, Puerto La Cruz, La Victoria, Valencia, Maracaibo, Cumaná, etc.
José Antonio Aguirre, presidente del Gobierno Vasco en el exilio, al que dos diplomáticos venezolanos (Rómulo Araujo y Carlos Enrique Aranguren) habían auxiliado en su huida de Europa, visitó por primera vez Venezuela en octubre de 1942 (en 1983 lo haría Carlos Garaikoetxea, también lehendakari). Se celebró en el frontón de Caracas el I Campeonato de Pelota. El Centro Vasco de Caracas abrió sus puertas en ese año tras la labor de una comisión constituida por Víctor Elguezabal, Andoni de Arozena, José Luis Ochoa de Chinchetru y alguno más. Luego, en 1950, se inauguró la nueva sede en el barrio residencial de "El Paraíso". En torno a la nueva sede bullen Martín Gaubeka, José Estornés, José Elguezabal, Miguel Pelay, Florentino Urarte, Juan de Iturri, etc. Cuenta con banda de txistularis (1966, están los hermanos Oñatibia), club de fútbol, Ikastola dirigida por Iziar Basterretxea (1965), etc. Un rasgo común en la colonia vasca es su devoción por Simón Bolívar al que todos los años le rinden homenaje. Asimismo su cultivo de la música (coro "Pizkunde" desde 1942), la danza, grupos vocales, teatro, etc.
Durante los años 80 varios etarras fueron acogidos legalmente en Venezuela, por un acuerdo entre los gobiernos de Carlos Andrés Pérez y Felipe González, con el compromiso de abandonar la acción terrorista. En su mayoría acataron el compromiso, otros regresaron a la clandestinidad, como José Lorenzo Ayesterán. Arturo Cubillas, funcionario en el Ministerio de Agricultura y Tierras, fue acusado de acciones encubiertas, como financiación, acogida, apoyo y entrenamiento de nuevos terroristas. Su esposa Goliezer Odriozola, ha sido Directora en el despacho del presidente Hugo Chávez y directora general en el Ministerio de Agricultura y Tierras.

#### Euzko Gaztedi y Radio Euskadi
Euzko Gaztedi se creó en 1948 en el seno del Centro Vasco de Caracas con la finalidad de agrupar a la juventud e impulsar actividades culturales y sociales. Sus presidentes fueron: Martín Ugalde, Sabin Zenarruzabeitia, Jon Urrezti, Iñaki Elguezabal, Jon Aretxabaleta, Jesús Dolara, Joseba Leizaola, Rosario Amestoy, Iñaki Aretxabaleta, Joseba Bilbao, Joseba Iturralde, Txomin Bizkarret, Bilgen Amézaga, Iñaki Anasagasti, Jesús Azpiritxaga, Iñaki Goikoetxea, Xabier Azpiritxaga, Adolfo Urrutia y Ander Amenabar. De la labor de este grupo dinamizado por Jokin Intza surge Euzko Gaztedi del Interior-Resistencia Vasca (EGI), dependiente del Partido Nacionalista Vasco (PNV), que introdujo clandestinamente la revista "Gudari" en Ultramar entre 1960-1974 y publicó importantes títulos (Steer, Landáburu, Azpiazu, Aguirre, Leizaola, Abrisketa, etc.). Algunos de sus miembros y los nuevos refugiados de los 60 establecen un grupo afín a ETA. Por lo demás conviene hacer notar que el impulso vasco-venezolano a la prensa vasca de América, Francia y clandestina interior fue muy importante con alrededor de 30 modalidades diferentes entre las cuales la revista "Noticentro" del Centro Vasco de Caracas.
El 10 de julio de 1965 comienzan las emisiones de Radio Euskadi desde Caracas aunque el emisor estaba en plena selva de Guayana. Este emplazamiento clandestino se guardó en secreto hasta 1971, descubierto por ETA que intentó utilizar la emisora para sus fines. La emisora de Venezuela se cerró el 30 de abril de 1977.

#### Centro vasco de Caracas
El 3 de marzo de 1950 se inauguró el Centro Vasco de Caracas con la presencia del Lehendakari José Antonio Aguirre y el delegado vasco en Nueva York Jesús de Galíndez, donde mantienen viva la herencia y costumbres de los exiliados y editan la revista Caracas´ko Eusko Etxea. Con motivo del 70 aniversario de la llegada del primer contingente, este mismo rotativo publicó “sus hijos dejamos constancia, de que jamás escuchamos una queja, ni atisbamos la angustia que debieron sentir tratando de encajar su recio y justo carácter en un país tropical, aun con resabios coloniales, hospitalario. Pero reacio a comprender, desde su ángulo facilista y su tibio carácter, amasado a sol y noches templadas, el doloroso silencio de los que dejaron atrás su patria desolada y enterraron su juventud en las brumas del bello país de los mil verdes”.
En la actualidad es el Centro Vasco más populoso (600 familias, predominando vizcaínos y alaveses) y uno de los más importantes del mundo. El edificio fue construido en la Urbanización El Paraíso sobre una parcela de 10 000 m² e inaugurado en la primera quincena de marzo de 1950 bajo la presidencia del lehndakari en el exilio José Antonio Aguirre, acompañado por Joseba de Rezola y Jesús de Galíndez. El diseño está inspirado en el modelo caserío palaciano de dos plantas, bar, sala de reuniones, biblioteca, despachos, restaurante, ikastola, piscina y frontón de 45 m de largo.

#### La pelota vasca y el fútbol
Se sabe de la existencia de frontones en la época colonial, jugándose las modalidades a pala o mano. La moderna emigración le dio nuevo impulso con el grupo "Pilota-Zale" impulsado por Ángel Bustindui. En Caracas tienen lugar las Series Internacionales de Jai-Alai de cestapunta. El principal equipo de fútbol fue el "Deportivo Vasco" creado en 1944 que llegó a ser campeón de la primera División de Venezuela.

#### Gobernadores y Presidentes de la República de origen vasco
En la etapa colonial se destacan Antonio de Berrío, Fernando Berrío, Miguel de Ursúa, Sancho de Alquiza, Martín de Lardizábal, Antonio de Vergara Azcárate, Laureano Ezcatay, Gabriel de Zuloaga, Francisco de Arce y los capitanes generales Luis Unzaga y Vicente Emparán. En la etapa republicana el gobernador general Abelardo Gorrochotegui y los Presidentes Cristóbal Mendoza, Rafael Urdaneta, José Tadeo Monagas, José Gregorio Monagas, José Ruperto Monagas, Raimundo Andueza Palacio y Wolfgang Larrazábal.

#### Aportación de la cultura Vasca en Venezuela

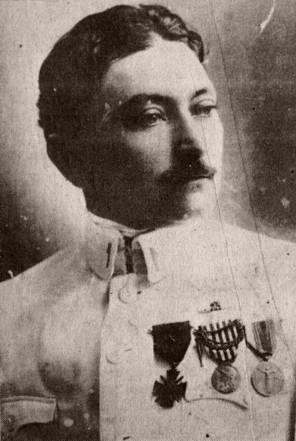
Ismael Urdaneta, poeta legionario de origen vasco

Una lista de escritores sería interminable. Citemos a Tomás Michelena, Juan José Churion, Pedro Berroeta, Antonio Ros de Olano, Aquiles Nazoa, J.M. Herrera Irigoyen, Salvador Garmendia, Julio Garmendia, Antonio Arraiz, Jorge Olavarría, César Zumeta, Mario Briceño Iragorry, Juan Oropeza, Carlos Irazábal y a Vicente Lecuna, durante muchos años presidente del Banco de Venezuela y cualificado historiador de Simón Bolívar. Destacan los poetas Enriqueta Arvelo Larriva, Ada Pérez Guevara, José Barroeta, Jean Aristeguieta, Luz Machado, Juan Liscano, etc. La segunda oleada inmigratoria acarrea un nuevo aporte. Vicente de Amézaga Aresti, historiador exiliado, vive en Argentina, Uruguay y finalmente en Venezuela, donde publica en los años 60 varias obras sobre la emigración vasca. Eugenio Imaz, filósofo donostiarra, llegó a Venezuela en 1940 y murió en Veracruz en 1950. El catedrático navarro Juan David García Bacca llegó también ese año y ejerció la docencia en la Universidad Central de Venezuela. En la Universidad de los Andes (Mérida) ejerció Félix Gaubeca por esos años. Ricardo de Maguregui fundó y dirigió la Escuela Náutica de Venezuela. Los hermanos Miangolarra, Esteban Razquin, y Jesús M. Jauregui fundaron y dirigieron prestigiosos colegios. El profesor Mario Briceño Perozo estudioso de la presencia vasca en Venezuela; es autor de Magisterio y ejemplo de un vasco del siglo XVIII (1965) y un estudio sobre la "Academia Errante" (1983) Rafael María Urrecheaga Archivado el 19 de diciembre de 2014 en Wayback Machine. (1826-1907).
El hermano Pablo Mandazain (Hermano Ginés) fundó la Sociedad de Ciencias Naturales La Salle y el padre José Ugalde fue rector de la Universidad Católica Andrés Bello. En lengua castellana hay que citar a José y Mariano Estornés Lasa, Pelay Orozco, Genaro Aguirre, Luis Ruiz de Aguirre, Martín Ugalde, Iñaki Urreztieta, Jesús Basáñez, José María Burgaña, Carlos Irazábal, Ludovico Silva Michelena, Pedro María de Urruticoechea, Luis de Aranguren, etc. En lengua vasca nos conformamos con Andima de Ibiñagabeitia, Toribio Echeberria, Jon Oñatibia, Andoni Arocena, Gotzon Egaña, Francisco Atucha, Jesús María de Sasía, Luis María de Arrizabalaga, Polixene de Trabudua, Jon de Urresti. En lo tocante a las artes plásticas y arquitectura, al pintor Arturo Michelena(siglo XIX), hay que añadir Isaac Díaz de Ibarrondo, Eusebio Azpiazu, Cesar Hombrados Oñatibia (donostiarra, autor del Vía Crucis de la iglesia de Santa Eduvigis, el mural de la iglesia del Espíritu Santo de Mosen Sol y la vida de Jesucristo y San Francisco de Asís en la iglesia de Chiquinquirá en la Florida), Luciano Quintana, Andoni Arocena, José Ulibarrena, Eloy Erentxun, Vicente Arnoriega, etc. y los arquitectos Lander Quintana, Luciano Urdaneta Vargas, Anita Berrizbeitia Miguel Salvador Cordón, o Isidro Monzón. Concluyamos con el organista Alejandro Valdés Goicoechea, el pianista Jesús Gallastegui, el músico Aitor Garrayola, el pianista Martín Imaz, la compositora Adina Izarra, el compositor Reynaldo Hahn Echenagucia, Sebastián Echeverría Lozano, el director de orquesta Luis Alfonzo Larrain, el compositor Francisco De Paula Aguirre y Chichilo Uribarri, los cineastas Víctor Urruchúa, Carlos Azpurua, Tito Oteyza, y Napoleón Ordosgoiti, el historiador Lino Iribarren Celis, el crítico de cine Rodolfo Izaguirre y el cantante Koldo Garmendia. Entre los empresarios destacan el hacendado Domingo Zarrasqueta, Jorge Lobo Olavarria llamado el Rey del Azúcar de Cuba, el padre José María Vélaz creador del movimiento educativo internacional Fe y Alegría, Ricardo Zuloaga fundador de la Electricidad de Caracas, Damian Gaubeka organizador de la Pequeña Copa del Mundo de Clubes, Lorenzo Alejandro Mendoza Fleury fundador de Empresas Polar, Juan Otaola constructor del Puente sobre el lago de Maracaibo y de la Represa de Guri, Manuel María Echezuría fundador de la revista El Cojo Ilustrado, el embajador Jorge Olavarria director fundador de la revista Resumen, la editorial Aguerrevere, Guruceaga & C.A. fundada por Gustavo Aguerrevere y Juan de Guruceaga director de la revista Elite, Miguel Olavarria depositario en 1864 de la primera concesión petrolera seguido en el siglo XX por Eduardo Echenagucia y Antonio Aranguren, Manuel Tello Berrizbeitia, ingeniero, propietario y criador de purasangres en el Haras Longchamps, Víctor José Vargas Irausquín, presidente del Banco Occidental de Descuento (BOD), los empresarios Eugenio y Eduardo Mendoza Goiticoa fundadores del Grupo Mendoza. Ignacio Iribarren Borges destacado político y canciller de Venezuela. El Dr. José María Bengoa uno de los médicos vascos más insignes que desarrolló parte de su carrera en Venezuela, dedicado al área de la nutrición en las poblaciones más necesitadas siendo artífice de la prestigiosa Fundación Bengoa. El ilustre pediatra Adolfo Aristeguieta fue directivo de la Organización Mundial del Movimiento Scout. El doctor Pablo Izaguirre Tosta fue presidente de la Academia Venezolana de Medicina. Leopoldo Aguerrevere, médico pionero en el campo de la Obstetricia. Fue el fundador y primer director de la Maternidad Concepción Palacios e Individuo de Número de la Academia Nacional de Medicina.

#### Vascos importantes nacidos en Venezuela

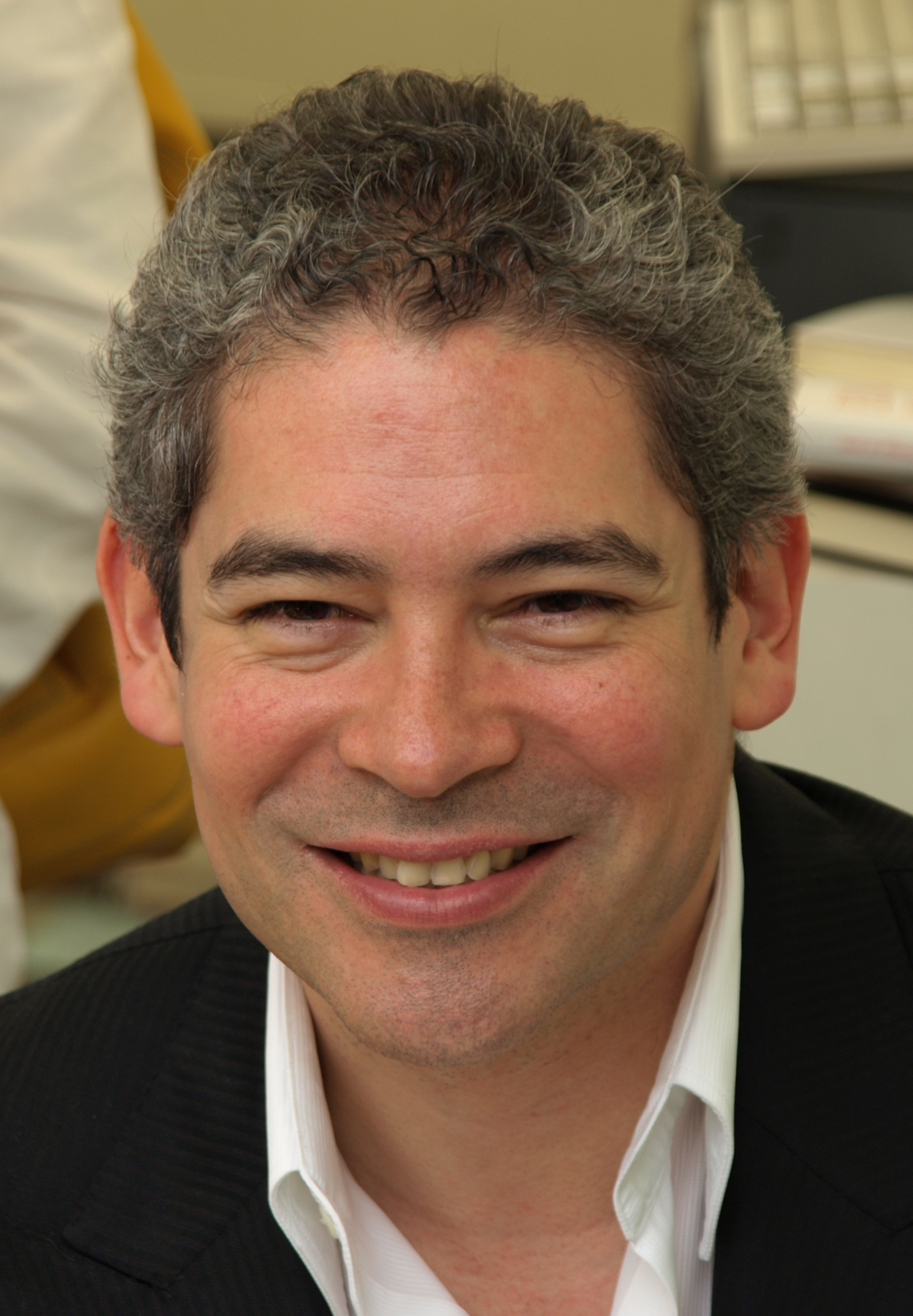
Boris Izaguirre, escritor con nacionalidad española y origen venezolano.

Iñaki Anasagasti, nació el 16 de noviembre de 1947 en Cumaná, Venezuela, donde su familia, nacionalista vasca (su padre era militante del PNV), se había exiliado tras la guerra civil española (su madre llegó a Venezuela en 1945). Es un político español perteneciente al Partido Nacionalista Vasco. Actualmente es Secretario primero de la mesa del Senado. Es portavoz, en la IX Legislatura, del Grupo Parlamentario de Senadores Nacionalistas.
Fernando Amorebieta Mardaras, nació en Cantaura, estado Anzoátegui, Venezuela, 29 de marzo de 1986, es un futbolista hispano-venezolano, internacional absoluto con Venezuela. Juega de defensa y formó parte del Athletic Club de la Primera División de España en el que por estatutos del club solo participan futbolistas nacidos en el País Vasco.
Mikel Erentxun nació en Caracas, Venezuela, 23 de febrero de 1965, es un cantante de rock y músico español, nacido en Caracas (Venezuela) y afincado en San Sebastián. Vocalista de Duncan Dhu junto a Diego Vasallo, además arquitecto.
José María Benegas Haddad, conocido como Txiki Benegas, (Caracas, Venezuela, 25 de julio de 1948-Madrid, España, 25 de agosto de 2015),1 fue un político y abogado español. Miembro del Partido Socialista de Euskadi integrado en el Partido Socialista Obrero Español. Licenciado en Derecho, fue diputado en el Congreso desde 1977, obteniendo la última vez el escaño en 2011 por Vizcaya.
Unai Etxebarria Arana es un exciclista del equipo Euskaltel-Euskadi nacido el 21 de noviembre de 1972, en Caracas, Venezuela, pero que desde la infancia reside en el País Vasco (España), poseyendo tanto la nacionalidad española como la venezolana.
Flor Isava-Fonseca fue una prominente competidora de la equitación olímpica, escritora, y dirigente deportiva. En 1981 Flor Isava y la finlandesa Pirjo Häggman fueron las primeras mujeres elegidas para formar parte del Comité Olímpico Internacional (COI). En 1990 Flor Isava fue la primera mujer en servir en la Junta Directiva del Comité Ejecutivo del COI. En 1972 fue exaltada al Salón de la Fama de Venezuela.
Boris Izaguirre es un presentador de televisión, guionista, articulista y escritor venezolano de origen vasco. Actualmente tiene además de nacionalidad venezolana, la española.
Xabier Elorriaga es un actor español nacido en Maracaibo, Estado Zulia, Venezuela el 1 de abril de 1944.
César Alfredo Olarte Rísquez sindicalista Secretario General de la CTV confederación de trabajadores de Venezuela nacido en Caracas el 10 de octubre de 1933 hoy fallecido.
Garbiñe Muguruza natural de Guatire, Venezuela, 8 de octubre de 1993, es una jugadora de tenis profesional con doble nacionalidad española y venezolana. Su mejor clasificación hasta el momento es el puesto 1 en la WTA, que alcanzó el 11 de septiembre de 2017 tras caer en octavos de final en el Abierto de Estados Unidos 2017. En competencia de dobles ha llegado hasta el puesto número 10, alcanzado el 23 de febrero de 2015.
Ender Inciarte, natural de Maracaibo, Venezuela, 29 de octubre de 1990, es un beisbolista profesional venezolano que juega para los Atlanta Braves de las Grandes Ligas MLB. Anteriormente jugó con los Arizona Diamondbacks, equipo con el que debutó en 2014. En el campo de juego se desempeña principalmente como jardinero central y su rendimiento defensivo ha sido premiado con el Guante de Oro por tres veces consecutivas 2016, 2017 y 2018. EL 2 de julio de 2017, fue anunciado como el representante de los Bravos en el Juego de Estrellas, la primera ocasión en su carrera que es convocado a dicho encuentro.

## La diáspora en la actualidad

### Relaciones de las comunidades vascas con los gobiernos del País Vasco y Navarra
El Gobierno Vasco y el Gobierno de Navarra mantienen una relación estrecha con los centros de la diáspora. Ambos gobiernos poseen un registro de centros y celebran actos y congresos tanto en tierras de la diáspora como en tierras locales.
Cada cuatro años se celebra el Congreso Mundial de Colectividades Vascas. Un congreso calificado como histórico fue el de 1995. Encabezado por el entonces lehendakari José Antonio Ardanza en él estuvieron representadas colectividades vascas de diferentes países, miembros del Gobierno Vasco y del Gobierno de Navarra, así como autoridades procedentes del País Vasco francés.
Existen así mismo varias publicaciones editadas por la Dirección de Relaciones con las Colectividades Vascas. Entre ellas destacan la revista Euskal Etxeak, publicaciones de los Congresos Mundiales de Colectividades Vascas, Premio Andrés de Irujo, Colección "Euskaldunak Munduak - Vascos en el Mundo, y la colección Urazandi que traducido del euskera significa allende de los mares que recoge principalmente en cada capítulo la historia de los centros vascos repartidos en el mundo.
El Decreto 318/1994, de 28 de julio, del Gobierno Vasco, regula el reconocimiento y registro de los centros vascos - euskal etxeak ubicados fuera de la Comunidad Autónoma del País Vasco.

## Diáspora vasca en documentales
- 2012 Guk, nosotros (Nuria Vilalta)
- 2010 Amerikanuak (Gorka Bilbao y Nacho Reig)
- 2007 ¡Gora Vasco! (Milonga de temple y carretilla) (Roberto Arizmendi)